# Liste des communes de France dont le nom fait référence à un cours d'eau
Cet article recense les communes de France dont le nom fait référence à un cours d'eau.

## Statistiques
L'immense majorité des communes comportent la préposition « sur », indiquant leur position par rapport au cours d'eau (« Belleville-sur-Loire », « Sainte-Colombe-sur-Seine », etc.).
Le tableau suivant reprend, pour chaque cours d'eau, le nombre de communes dont il est l'éponyme.
| Cours d'eau                  | Longueur (km) | Communes |
| ---------------------------- | ------------- | -------- |
| Loire                        | 1006          | 77       |
| Seine                        | 775           | 76       |
| Marne                        | 514           | 55       |
| Meuse                        | 486           | 47       |
| Saône                        | 473           | 34       |
| Sarthe                       | 314           | 23       |
| Aube                         | 249           | 22       |
| Cher                         | 365           | 22       |
| Allier                       | 421           | 21       |
| Rhône                        | 522           | 20       |
| Oise                         | 327           | 18       |
| Vienne                       | 363           | 18       |
| Moselle                      | 313           | 17       |
| Yonne                        | 292           | 17       |
| Garonne                      | 522           | 16       |
| Eure                         | 229           | 15       |
| Aisne                        | 356           | 14       |
| Charente                     | 381           | 14       |
| Loir                         | 319           | 13       |
| Seulles                      | 72            | 13       |
| Aude                         | 224           | 12       |
| Essonne                      | 101           | 12       |
| Isle                         | 255           | 12       |
| Risle                        | 145           | 12       |
| Seille                       | 138           | 12       |
| Tarn                         | 380           | 12       |
| Orne                         | 170           | 11       |
| Ouche                        | 95            | 11       |
| Saulx                        | 115           | 11       |
| Somme                        | 245           | 11       |
| Adour                        | 308           | 10       |
| Avre                         | 80            | 10       |
| Indre                        | 280           | 10       |
| Loing                        | 143           | 10       |
| Orge                         | 54            | 10       |
| Tille                        | 83            | 10       |
| Aire                         | 125           | 9        |
| Amance                       | 47            | 9        |
| Escaut                       | 98            | 9        |
| Isère                        | 286           | 9        |
| Ource                        | 100           | 9        |
| Sèvre Nantaise               | 142           | 9        |
| Ain                          | 190           | 8        |
| Armançon                     | 202           | 8        |
| Arroux                       | 128           | 8        |
| Authie                       | 108           | 8        |
| Boutonne                     | 99            | 8        |
| Canche                       | 100           | 8        |
| Doubs                        | 430           | 8        |
| Drot                         | 132           | 8        |
| Erdre                        | 97            | 8        |
| Layon                        | 90            | 8        |
| Lot                          | 485           | 8        |
| Nied                         | 97            | 8        |
| Scie                         | 38            | 8        |
| Serre                        | 96            | 8        |
| Verdon                       | 167           | 8        |
| Vesle                        | 139           | 8        |
| Vingeanne                    | 93            | 8        |
| Cure                         | 113           | 7        |
| Dordogne                     | 483           | 7        |
| Grosne                       | 97            | 7        |
| Iton                         | 132           | 7        |
| Meurthe                      | 161           | 7        |
| Ourcq                        | 86            | 7        |
| Seille                       | 101           | 7        |
| Suippe                       | 82            | 7        |
| Andelle                      | 57            | 6        |
| Azergues                     | 62            | 6        |
| École                        | 27            | 6        |
| Elle                         | 32            | 6        |
| Epte                         | 113           | 6        |
| Gartempe                     | 205           | 6        |
| Huisne                       | 165           | 6        |
| Moder                        | 82            | 6        |
| Odon                         | 47            | 6        |
| Orb                          | 136           | 6        |
| Ornain                       | 116           | 6        |
| Rance                        | 104           | 6        |
| Sambre                       | 90            | 6        |
| Sienne                       | 93            | 6        |
| Thérain                      | 94            | 6        |
| Vanne                        | 59            | 6        |
| Ardèche                      | 125           | 5        |
| Arize                        | 84            | 5        |
| Aveyron                      | 291           | 5        |
| Barse                        | 50            | 5        |
| Blaise                       | 86            | 5        |
| Bresle                       | 68            | 5        |
| Cère                         | 120           | 5        |
| Chiers                       | 127           | 5        |
| Coole                        | 30            | 5        |
| Couesnon                     | 97            | 5        |
| Grand Morin                  | 118           | 5        |
| Ill                          | 217           | 5        |
| Lèze                         | 70            | 5        |
| Matz                         | 25            | 5        |
| Mayenne                      | 203           | 5        |
| Ognon                        | 214           | 5        |
| Oust                         | 145           | 5        |
| Ouvèze                       | 93            | 5        |
| Reyssouze                    | 75            | 5        |
| Sarre                        | 129           | 5        |
| Seiche                       | 97            | 5        |
| Var                          | 114           | 5        |
| Vence                        | 33            | 5        |
| Ancre                        | 37            | 4        |
| Argens                       | 116           | 4        |
| Arnon                        | 151           | 4        |
| Aure                         | 82            | 4        |
| Baïse                        | 188           | 4        |
| Braye                        | 75            | 4        |
| Bruche                       | 77            | 4        |
| Cèze                         | 128           | 4        |
| Chalaronne                   | 52            | 4        |
| Coise                        | 50            | 4        |
| Creuse                       | 263           | 4        |
| Dives                        | 105           | 4        |
| Gardon                       | 128           | 4        |
| Loison                       | 53            | 4        |
| Lys                          | 119           | 4        |
| Madon                        | 97            | 4        |
| Mignon                       | 41            | 4        |
| Morge                        | 68            | 4        |
| Mouzon                       | 63            | 4        |
| Né                           | 66            | 4        |
| Neste                        | 73            | 4        |
| Noye                         | 33            | 4        |
| Orne                         | 86            | 4        |
| Othain                       | 67            | 4        |
| Petit Morin                  | 86            | 4        |
| Rupt de Mad                  | 55            | 4        |
| Sauldre                      | 184           | 4        |
| Selle                        | 39            | 4        |
| Serein                       | 188           | 4        |
| Sioule                       | 164           | 4        |
| Ternoise                     | 41            | 4        |
| Thonne                       | 11            | 4        |
| Thouet                       | 143           | 4        |
| Tourbe                       | 21            | 4        |
| Touvre                       | 12            | 4        |
| Vair                         | 65            | 4        |
| Veyle                        | 67            | 4        |
| Vézère                       | 211           | 4        |
| Vie                          | 62            | 4        |
| Vilaine                      | 218           | 4        |
| Vire                         | 128           | 4        |
| Agout                        | 194           | 3        |
| Ajon                         | 12            | 3        |
| Arc                          | 127           | 3        |
| Arce                         | 26            | 3        |
| Arnes                        | 12            | 3        |
| Aronde                       | 26            | 3        |
| Arros                        | 130           | 3        |
| Aubance                      | 36            | 3        |
| Aubois                       | 43            | 3        |
| Aujon                        | 68            | 3        |
| Auvignon                     | 56            | 3        |
| Ay                           | 32            | 3        |
| Bar                          | 62            | 3        |
| Barbuise                     | 36            | 3        |
| Besbre                       | 106           | 3        |
| Beuvron                      | 115           | 3        |
| Bèze                         | 31            | 3        |
| Blies                        | 20            | 3        |
| Bonnieure                    | 47            | 3        |
| Briance                      | 58            | 3        |
| Buèges                       | 12            | 3        |
| Cailly                       | 29            | 3        |
| Cance                        | 41            | 3        |
| Célé                         | 104           | 3        |
| Cernon                       | 30            | 3        |
| Cisse                        | 88            | 3        |
| Conie                        | 32            | 3        |
| Cosson                       | 95            | 3        |
| Dême                         | 33            | 3        |
| Dheune                       | 71            | 3        |
| Drôme                        | 111           | 3        |
| Dun                          | 13            | 3        |
| Durance                      | 323           | 3        |
| Écaillon                     | 33            | 3        |
| Estissac                     | 5             | 3        |
| Esves                        | 39            | 3        |
| Eyrieux                      | 83            | 3        |
| Galaure                      | 56            | 3        |
| Gée                          | 31            | 3        |
| Gier                         | 40            | 3        |
| Gupie                        | 19            | 3        |
| Guye                         | 47            | 3        |
| Helpe Majeure                | 69            | 3        |
| Herbasse                     | 40            | 3        |
| Hers-Mort                    | 89            | 3        |
| Hers-Vif                     | 135           | 3        |
| Ic                           | 17            | 3        |
| Ille                         | 49            | 3        |
| Indrois                      | 61            | 3        |
| Issole                       | 46            | 3        |
| Juine                        | 53            | 3        |
| Lauquet                      | 36            | 3        |
| Lauter                       | 39            | 3        |
| Lez                          | 30            | 3        |
| Lignon du Velay              | 85            | 3        |
| Loue                         | 122           | 3        |
| Loup                         | 49            | 3        |
| Mauldre                      | 35            | 3        |
| Méouge                       | 40            | 3        |
| Moivre                       | 23            | 3        |
| Nahon                        | 44            | 3        |
| Nohain                       | 47            | 3        |
| Py                           | 15            | 3        |
| Rance                        | 63            | 3        |
| Rognon                       | 73            | 3        |
| Roubion                      | 67            | 3        |
| Saâne                        | 40            | 3        |
| Salat                        | 74            | 3        |
| Save                         | 144           | 3        |
| Seudre                       | 68            | 3        |
| Siagne                       | 44            | 3        |
| Sorgue                       | 30            | 3        |
| Suran                        | 74            | 3        |
| Tholon                       | 38            | 3        |
| Touques                      | 108           | 3        |
| Ubaye                        | 83            | 3        |
| Vègre                        | 85            | 3        |
| Vêtre                        | 8             | 3        |
| Voire                        | 56            | 3        |
| Yon                          | 56            | 3        |
| Yvette                       | 39            | 3        |
| Aa                           | 89            | 2        |
| Aff                          | 67            | 2        |
| Agly                         | 80            | 2        |
| Alagnon                      | 87            | 2        |
| Albe                         | 33            | 2        |
| Andelot                      | 50            | 2        |
| Anglin                       | 91            | 2        |
| Argenton                     | 71            | 2        |
| Arguenon                     | 53            | 2        |
| Ariège                       | 163           | 2        |
| Arn                          | 56            | 2        |
| Arnoult                      | 41            | 2        |
| Arques                       | 6             | 2        |
| Arzon                        | 44            | 2        |
| Asse                         | 76            | 2        |
| Autize                       | 67            | 2        |
| Auve                         | 20            | 2        |
| Auxence                      | 17            | 2        |
| Aveyron                      | 30            | 2        |
| Ay                           | 33            | 2        |
| Bailly-Bec                   | 7             | 2        |
| Barangeon                    | 42            | 2        |
| Barboure                     | 14            | 2        |
| Beine                        | 8             | 2        |
| Belle                        | 25            | 2        |
| Benaize                      | 79            | 2        |
| Beuvron                      | 40            | 2        |
| Borne                        | 35            | 2        |
| Boulogne                     | 11            | 2        |
| Bourbach                     | 9             | 2        |
| Brêche                       | 45            | 2        |
| Brenne                       | 53            | 2        |
| Buëch                        | 85            | 2        |
| Calonne                      | 45            | 2        |
| Choisille                    | 26            | 2        |
| Clain                        | 144           | 2        |
| Claise                       | 87            | 2        |
| Cojeul                       | 25            | 2        |
| Côle                         | 52            | 2        |
| Colmont                      | 50            | 2        |
| Corrèze                      | 95            | 2        |
| Courtonne                    | 17            | 2        |
| Crempse                      | 26            | 2        |
| Crise                        | 26            | 2        |
| Crusnes                      | 32            | 2        |
| Deûle                        | 73            | 2        |
| Dhuis                        | 21            | 2        |
| Dive                         | 72            | 2        |
| Domart                       | 11            | 2        |
| Dore                         | 140           | 2        |
| Doulon                       | 35            | 2        |
| Douve                        | 79            | 2        |
| Drôme                        | 58            | 2        |
| Dronne                       | 201           | 2        |
| Durbion                      | 35            | 2        |
| Durolle                      | 32            | 2        |
| Égrenne                      | 37            | 2        |
| Erve                         | 71            | 2        |
| Escou                        | 17            | 2        |
| Èvre                         | 92            | 2        |
| Eygues                       | 114           | 2        |
| Eyraud                       | 21            | 2        |
| Fier                         | 72            | 2        |
| Fliers                       | 10            | 2        |
| Formans                      | 17            | 2        |
| Gand                         | 28            | 2        |
| Gervanne                     | 30            | 2        |
| Gesse                        | 52            | 2        |
| Gorre                        | 39            | 2        |
| Goulaine                     | 24            | 2        |
| Guiers                       | 50            | 2        |
| Hallue                       | 16            | 2        |
| Hem                          | 28            | 2        |
| Hérault                      | 148           | 2        |
| Héron                        | 14            | 2        |
| Huillard                     | 26            | 2        |
| Jabron                       | 36            | 2        |
| Jalle de Blanquefort         | 32            | 2        |
| Laigne                       | 33            | 2        |
| Laize                        | 32            | 2        |
| Landouzy                     | 8             | 2        |
| Langis                       | 19            | 2        |
| Lanterne                     | 64            | 2        |
| Lathan                       | 58            | 2        |
| Lay                          | 119           | 2        |
| Lède                         | 54            | 2        |
| Lémance                      | 35            | 2        |
| Ligoure                      | 21            | 2        |
| Linotte                      | 17            | 2        |
| Lison                        | 25            | 2        |
| Lizonne                      | 60            | 2        |
| Louyre                       | 26            | 2        |
| Lozon                        | 25            | 2        |
| Lunain                       | 51            | 2        |
| Maine                        | 68            | 2        |
| Maulne                       | 29            | 2        |
| Menthon                      | 13            | 2        |
| Mérize                       | 9             | 2        |
| Meu                          | 84            | 2        |
| Montcient                    | 11            | 2        |
| Mortagne                     | 75            | 2        |
| Nièvre                       | 50            | 2        |
| Nouère                       | 26            | 2        |
| Oisy                         | 8             | 2        |
| Oreuse                       | 17            | 2        |
| Osse                         | 120           | 2        |
| Ouanne                       | 84            | 2        |
| Oule                         | 33            | 2        |
| Plaine                       | 34            | 2        |
| Renne                        | 20            | 2        |
| Renon                        | 41            | 2        |
| Retourne                     | 45            | 2        |
| Rhins                        | 60            | 2        |
| Rimbach                      | 18            | 2        |
| Roide                        | 4             | 2        |
| Ruisseau du Bec              | 8             | 2        |
| Scorff                       | 79            | 2        |
| Sommaire                     | 19            | 2        |
| Sor                          | 61            | 2        |
| Sormonne                     | 56            | 2        |
| Souffel                      | 25            | 2        |
| Soultzbach                   | 8             | 2        |
| Steinbach                    | 9             | 2        |
| Suize                        | 49            | 2        |
| Tardes                       | 77            | 2        |
| Tardoire                     | 114           | 2        |
| Tech                         | 85            | 2        |
| Tescou                       | 49            | 2        |
| Tinée                        | 70            | 2        |
| Traubach                     | 10            | 2        |
| Trieux                       | 72            | 2        |
| Truyère                      | 167           | 2        |
| Valouse                      | 42            | 2        |
| Varèze                       | 40            | 2        |
| Vayres                       | 14            | 2        |
| Vendée                       | 82            | 2        |
| Vère                         | 53            | 2        |
| Vernisson                    | 37            | 2        |
| Vers                         | 23            | 2        |
| Vesgre                       | 45            | 2        |
| Vésubie                      | 46            | 2        |
| Veyre                        | 33            | 2        |
| Vezouze                      | 75            | 2        |
| Viaur                        | 168           | 2        |
| Virvée                       | 17            | 2        |
| Vologne                      | 50            | 2        |
| Vonne                        | 73            | 2        |
| Vraine                       | 23            | 2        |
| Vrigne                       | 17            | 2        |
| Yères                        | 40            | 2        |
| Yerres                       | 98            | 2        |
| Yèvre                        | 80            | 2        |
| Acolin                       | 63            | 1        |
| Ailette                      | 59            | 1        |
| Ain                          | 9             | 1        |
| Airaines                     | 13            | 1        |
| Airou                        | 30            | 1        |
| Alemps                       | 5             | 1        |
| Allanche                     | 30            | 1        |
| Allière                      | 18            | 1        |
| Altier                       | 39            | 1        |
| Ambronne                     | 22            | 1        |
| Amby                         | 8             | 1        |
| Amezule                      | 19            | 1        |
| Ance                         | 77            | 1        |
| Ance du Sud                  | 40            | 1        |
| Andlau                       | 42            | 1        |
| Ange                         | 7             | 1        |
| Anille                       | 27            | 1        |
| Annois                       | 2             | 1        |
| Anost                        | 10            | 1        |
| Ante                         | 26            | 1        |
| Ante                         | 20            | 1        |
| Anxure                       | 15            | 1        |
| Anzon                        | 30            | 1        |
| Apance                       | 34            | 1        |
| Arbéroue                     | 27            | 1        |
| Arconce                      | 99            | 1        |
| Ardre                        | 39            | 1        |
| Arentèle                     | 21            | 1        |
| Argence                      | 24            | 1        |
| Argence Morte                | 14            | 1        |
| Argental                     | 11            | 1        |
| Arget                        | 23            | 1        |
| Argos                        | 30            | 1        |
| Arly                         | 32            | 1        |
| Arnave                       | 11            | 1        |
| Aroffe                       | 50            | 1        |
| Aron                         | 36            | 1        |
| Arre                         | 24            | 1        |
| Artaut                       | 4             | 1        |
| Artière                      | 30            | 1        |
| Artuby                       | 54            | 1        |
| Arve                         | 99            | 1        |
| Aubette de Meulan            | 20            | 1        |
| Aubin                        | 23            | 1        |
| Aubrigoux                    | 5             | 1        |
| Aubrometz                    | 2             | 1        |
| Audry                        | 20            | 1        |
| Aulouste                     | 21            | 1        |
| Aume                         | 32            | 1        |
| Auron                        | 77            | 1        |
| Aussonnelle                  | 42            | 1        |
| Authion                      | 100           | 1        |
| Authoison                    | 3             | 1        |
| Automne                      | 34            | 1        |
| Auvézère                     | 112           | 1        |
| Auxance                      | 62            | 1        |
| Auxigny                      | 8             | 1        |
| Auzon                        | 18            | 1        |
| Auzon                        | 40            | 1        |
| Auzon                        | 31            | 1        |
| Auzon                        | 35            | 1        |
| Avance                       | 21            | 1        |
| Aven                         | 39            | 1        |
| Avière                       | 28            | 1        |
| Azanne                       | 13            | 1        |
| Baillons                     | 10            | 1        |
| Bairon                       | 25            | 1        |
| Bandiat                      | 91            | 1        |
| Banize                       | 21            | 1        |
| Barbèche                     | 14            | 1        |
| Barrou                       | 16            | 1        |
| Bassanne                     | 28            | 1        |
| Baulche                      | 26            | 1        |
| Bayon                        | 10            | 1        |
| Beauronne (de Saint-Vincent) | 18            | 1        |
| Bélon                        | 26            | 1        |
| Belvitte                     | 19            | 1        |
| Betz                         | 34            | 1        |
| Beuvron                      | 31            | 1        |
| Bezonde                      | 35            | 1        |
| Bézorgues                    | 19            | 1        |
| Bief de Nacey                | 13            | 1        |
| Bienne                       | 69            | 1        |
| Bièvre                       | 24            | 1        |
| Bièvre                       | 35            | 1        |
| Bîne                         | 11            | 1        |
| Bion                         | 12            | 1        |
| Bionne                       | 19            | 1        |
| Bionne                       | 15            | 1        |
| Bisten                       | 16            | 1        |
| Blaiseron                    | 20            | 1        |
| Blancaneix                   | 6             | 1        |
| Blavet                       | 149           | 1        |
| Bléone                       | 70            | 1        |
| Blet                         | 5             | 1        |
| Blour                        | 8             | 1        |
| Blourde                      | 47            | 1        |
| Boëme                        | 23            | 1        |
| Boivre                       | 46            | 1        |
| Bonnée                       | 27            | 1        |
| Bonson                       | 30            | 1        |
| Borne                        | 34            | 1        |
| Borne                        | 48            | 1        |
| Borrèze                      | 22            | 1        |
| Boscq                        | 18            | 1        |
| Bouble                       | 65            | 1        |
| Boucé                        | 13            | 1        |
| Bougon                       | 9             | 1        |
| Boulogne                     | 86            | 1        |
| Boulzane                     | 34            | 1        |
| Bourdic                      | 25            | 1        |
| Bouyon                       | 15            | 1        |
| Bréda                        | 32            | 1        |
| Brédoire                     | 14            | 1        |
| Brénon                       | 26            | 1        |
| Bresnay                      | 9             | 1        |
| Brette                       | 8             | 1        |
| Breuilh                      | 19            | 1        |
| Brévon                       | 32            | 1        |
| Brezons                      | 28            | 1        |
| Brignon                      | 24            | 1        |
| Briolance                    | 10            | 1        |
| Brionne                      | 7             | 1        |
| Brivet                       | 34            | 1        |
| Brutz                        | 25            | 1        |
| Bussières                    | 5             | 1        |
| Buthiers                     | 13            | 1        |
| Buttant                      |               | 1        |
| Cagne                        | 28            | 1        |
| Canaples                     | 3             | 1        |
| Canne                        | 51            | 1        |
| Canner                       | 29            | 1        |
| Caramy                       | 46            | 1        |
| Carol                        | 30            | 1        |
| Caubon                       | 11            | 1        |
| Caudeau                      | 38            | 1        |
| Celle                        | 28            | 1        |
| Céphons                      | 19            | 1        |
| Ceyssat                      | 6             | 1        |
| Chaîne                       | 3             | 1        |
| Chaise                       | 24            | 1        |
| Chalaure                     | 20            | 1        |
| Chalaux                      | 36            | 1        |
| Chalon                       | 28            | 1        |
| Chalvagne                    | 15            | 1        |
| Chambaron                    | 15            | 1        |
| Changeon                     | 12            | 1        |
| Chantenay                    | 6             | 1        |
| Chantereine                  | 7             | 1        |
| Charrin                      | 12            | 1        |
| Chée                         | 69            | 1        |
| Chéran                       | 54            | 1        |
| Chéronne                     | 15            | 1        |
| Cheylard                     | 10            | 1        |
| Ciron                        | 97            | 1        |
| Clairis                      |               | 1        |
| Claix                        | 9             | 1        |
| Clérans                      | 9             | 1        |
| Clessy                       | 8             | 1        |
| Cleurie                      | 19            | 1        |
| Clignon                      | 30            | 1        |
| Clouère                      | 76            | 1        |
| Colagne                      | 58            | 1        |
| Conne                        | 23            | 1        |
| Corcelle                     | 9             | 1        |
| Coudre                       | 12            | 1        |
| Couëtron                     | 17            | 1        |
| Course                       | 25            | 1        |
| Cousance                     | 9             | 1        |
| Cousances                    | 29            | 1        |
| Couze                        | 30            | 1        |
| Couze                        | 17            | 1        |
| Couze d'Ardes                | 39            | 1        |
| Craon                        | 24            | 1        |
| Créquoise                    | 15            | 1        |
| Crevon                       | 16            | 1        |
| Croisne                      | 16            | 1        |
| Cronce                       | 27            | 1        |
| Cugny                        | 4             | 1        |
| Cuissai                      | 10            | 1        |
| Dan                          | 20            | 1        |
| Desges                       | 35            | 1        |
| Devise                       | 36            | 1        |
| Dinan                        | 17            | 1        |
| Divatte                      | 31            | 1        |
| Dive (affluent de la Vienne) | 24            | 1        |
| Dolaizon                     | 15            | 1        |
| Doller                       | 46            | 1        |
| Dolomieu                     | 4             | 1        |
| Dolon                        | 33            | 1        |
| Dolore                       | 37            | 1        |
| Dombief                      | 11            | 1        |
| Don                          | 92            | 1        |
| Donnezac                     | 4             | 1        |
| Dorat                        | 4             | 1        |
| Dorlay                       | 16            | 1        |
| Doron de Beaufort            | 25            | 1        |
| Doumely                      | 12            | 1        |
| Dourdou de Camarès           | 87            | 1        |
| Doustre                      | 51            | 1        |
| Doux                         | 70            | 1        |
| Drac                         | 130           | 1        |
| Draize                       | 18            | 1        |
| Drouette                     | 40            | 1        |
| Druance                      | 31            | 1        |
| Drucat                       | 5             | 1        |
| Drugeon                      | 39            | 1        |
| Dué                          | 17            | 1        |
| Dunière                      | 24            | 1        |
| Dunières                     | 42            | 1        |
| Durenque                     | 32            | 1        |
| Durenque                     | 17            | 1        |
| Durèze                       | 16            | 1        |
| Eaulne                       | 45            | 1        |
| Échez                        | 64            | 1        |
| Egvonne                      | 24            | 1        |
| Engièvre                     | 22            | 1        |
| Ernée                        | 65            | 1        |
| Erre                         | 18            | 1        |
| Esches                       | 20            | 1        |
| Escotais                     | 24            | 1        |
| Escrebieux                   | 12            | 1        |
| Estang                       | 13            | 1        |
| Estéron                      | 66            | 1        |
| Estreux                      | 1             | 1        |
| Ével                         | 52            | 1        |
| Evre                         | 14            | 1        |
| Falleron                     | 52            | 1        |
| Fave                         | 22            | 1        |
| Fay                          | 6             | 1        |
| Feldbach                     | 11            | 1        |
| Fenioux                      | 13            | 1        |
| Fessard                      | 15            | 1        |
| Fieffe                       | 4             | 1        |
| Fillière                     | 24            | 1        |
| Fion                         | 21            | 1        |
| Foron                        | 22            | 1        |
| Fouzon                       | 59            | 1        |
| Franche d'Oire               | 25            | 1        |
| Fraubée                      | 6             | 1        |
| Frénille                     |               | 1        |
| Furieuse                     | 19            | 1        |
| Futaie                       |               | 1        |
| Gabas                        | 117           | 1        |
| Gaillarde                    | 9             | 1        |
| Galabre                      | 13            | 1        |
| Ganaveix                     | 17            | 1        |
| Gande                        | 11            | 1        |
| Gargilesse                   | 22            | 1        |
| Garnache                     | 9             | 1        |
| Gault                        | 17            | 1        |
| Gazeille                     | 27            | 1        |
| Gelon                        | 31            | 1        |
| Gères                        | 13            | 1        |
| Germaine                     | 10            | 1        |
| Germaine                     | 7             | 1        |
| Gers                         | 175           | 1        |
| Gervonde                     | 17            | 1        |
| Gimond                       | 14            | 1        |
| Givonne                      | 16            | 1        |
| Glane                        | 41            | 1        |
| Gondoire                     | 12            | 1        |
| Goyen                        | 32            | 1        |
| Grandrieu                    | 23            | 1        |
| Graon                        | 18            | 1        |
| Grasse                       | 18            | 1        |
| Gresse                       | 35            | 1        |
| Grouche                      | 17            | 1        |
| Grozon                       | 16            | 1        |
| Guil                         | 52            | 1        |
| Guyonne                      | 12            | 1        |
| Halouze                      | 15            | 1        |
| Hareng                       | 8             | 1        |
| Helpe Mineure                | 50            | 1        |
| Hem-Hardinval                | 4             | 1        |
| Heuille                      | 10            | 1        |
| Hirtzbach                    | 8             | 1        |
| Hoëne                        | 13            | 1        |
| Hundsbach                    | 5             | 1        |
| Hune                         | 10            | 1        |
| Huveaune                     | 48            | 1        |
| Igneraie                     | 37            | 1        |
| Ignon                        | 44            | 1        |
| Illet                        | 34            | 1        |
| Illon                        | 13            | 1        |
| Iron                         | 25            | 1        |
| Isop                         | 18            | 1        |
| Issoire                      | 46            | 1        |
| Isson                        | 20            | 1        |
| Jabron                       | 39            | 1        |
| Jarnages                     | 4             | 1        |
| Jaudy                        | 48            | 1        |
| Jordanne                     | 41            | 1        |
| Joudry                       | 4             | 1        |
| Joyeuse                      | 27            | 1        |
| Juigne                       | 5             | 1        |
| Laà                          | 29            | 1        |
| Lampy                        | 29            | 1        |
| Landeyrat                    | 8             | 1        |
| Largue                       | 51            | 1        |
| Lary                         | 54            | 1        |
| Lassay                       | 13            | 1        |
| Latou                        | 17            | 1        |
| Launette                     | 16            | 1        |
| Laussonne                    | 20            | 1        |
| Laussou                      | 13            | 1        |
| Lauzon                       | 31            | 1        |
| Laversines                   | 5             | 1        |
| Lavézon                      | 17            | 1        |
| Leff                         | 62            | 1        |
| Lerzy                        | 11            | 1        |
| Leysse                       | 29            | 1        |
| Leyze                        | 13            | 1        |
| Lez                          | 73            | 1        |
| Libron                       | 44            | 1        |
| Lieure                       | 15            | 1        |
| Ligneron                     | 30            | 1        |
| Lignon du Forez              | 59            | 1        |
| Limagnole                    | 16            | 1        |
| Lisse                        | 3             | 1        |
| Livenne                      | 42            | 1        |
| Livre                        | 15            | 1        |
| Lizon                        | 14            | 1        |
| Loddes                       | 35            | 1        |
| Logne                        | 33            | 1        |
| Loivre                       | 10            | 1        |
| Longèves                     | 17            | 1        |
| Longsols                     | 17            | 1        |
| Louet                        | 25            | 1        |
| Lougres                      | 4             | 1        |
| Luce                         | 18            | 1        |
| Lucelle                      | 12            | 1        |
| Luy                          | 154           | 1        |
| Luzège                       | 64            | 1        |
| Lys                          | 30            | 1        |
| Magnicourt-sur-Canche        | 3             | 1        |
| Mahéru                       | 5             | 1        |
| Maire                        | 16            | 1        |
| Manoire                      | 27            | 1        |
| Manse                        | 30            | 1        |
| Maravel                      | 11            | 1        |
| Marche                       | 16            | 1        |
| Mare                         | 30            | 1        |
| Mareuil                      | 6             | 1        |
| Maroni                       | 612           | 1        |
| Marque                       | 32            | 1        |
| Mauves                       | 18            | 1        |
| Maye                         | 38            | 1        |
| Mazan                        | 10            | 1        |
| Mazaye                       | 6             | 1        |
| Méholle                      | 18            | 1        |
| Même                         | 42            | 1        |
| Ménoire                      | 15            | 1        |
| Michelbach                   | 7             | 1        |
| Milleron                     | 15            | 1        |
| Mogne                        | 17            | 1        |
| Moignans                     | 15            | 1        |
| Moine                        | 69            | 1        |
| Montane                      | 39            | 1        |
| Morel                        | 11            | 1        |
| Moselotte                    | 47            | 1        |
| Moulon                       | 25            | 1        |
| Mue                          | 22            | 1        |
| Murat                        | 22            | 1        |
| Murs                         | 9             | 1        |
| Mussy                        | 20            | 1        |
| Nère                         | 39            | 1        |
| Nert                         | 14            | 1        |
| Nie                          | 26            | 1        |
| Nivelle                      | 41            | 1        |
| Noireau                      | 43            | 1        |
| Norges                       | 34            | 1        |
| Ocre                         | 8             | 1        |
| Ocre                         | 11            | 1        |
| Odet                         | 63            | 1        |
| Oison                        | 16            | 1        |
| Orbiel                       | 41            | 1        |
| Orbieu                       | 84            | 1        |
| Orbiquet                     | 30            | 1        |
| Orconte                      | 31            | 1        |
| Orge                         | 26            | 1        |
| Ormèze                       | 14            | 1        |
| Orne saosnoise               | 53            | 1        |
| Orthe                        | 35            | 1        |
| Orvanne                      | 39            | 1        |
| Orvin                        | 38            | 1        |
| Osne                         | 8             | 1        |
| Oudon                        | 103           | 1        |
| Ouette                       | 35            | 1        |
| Ourbise                      | 24            | 1        |
| Ousson                       | 13            | 1        |
| Oussouet                     | 16            | 1        |
| Ozenx                        | 9             | 1        |
| Ozerain                      | 36            | 1        |
| Ozon                         | 22            | 1        |
| Palais                       | 31            | 1        |
| Palu                         | 31            | 1        |
| Pamproux                     | 12            | 1        |
| Panissières                  | 3             | 1        |
| Payroux                      | 20            | 1        |
| Petit Fougerais              | 13            | 1        |
| Petite Sauldre               | 63            | 1        |
| Pienne                       | 17            | 1        |
| Pin                          | 13            | 1        |
| Poisson                      | 9             | 1        |
| Portet                       | 8             | 1        |
| Potelle                      | 3             | 1        |
| Pouilly                      | 11            | 1        |
| Poulain                      | 12            | 1        |
| Pralong                      | 17            | 1        |
| Prée                         | 16            | 1        |
| Prosne                       | 13            | 1        |
| Puiseaux                     | 37            | 1        |
| Puits                        | 33            | 1        |
| Quenoche                     | 11            | 1        |
| Rantin                       | 9             | 1        |
| Ravillon                     | 23            | 1        |
| Ravin de la Bruisse          | 3             | 1        |
| Réallon                      | 20            | 1        |
| Rébenty                      | 34            | 1        |
| Renaison                     | 26            | 1        |
| Reppe                        | 10            | 1        |
| Rèsie                        | 15            | 1        |
| Rhin                         | 188           | 1        |
| Rimandoule                   | 12            | 1        |
| Rimarde                      | 28            | 1        |
| Rimeize                      | 37            | 1        |
| Rivalier                     | 18            | 1        |
| Rochefort                    | 14            | 1        |
| Rolande                      | 13            | 1        |
| Romaine                      | 26            | 1        |
| Rondelle                     | 6             | 1        |
| Rongeant                     | 19            | 1        |
| Ronsenac                     | 9             | 1        |
| Rosay                        | 9             | 1        |
| Roseix                       | 15            | 1        |
| Roselle                      | 23            | 1        |
| Rosière                      | 12            | 1        |
| Rothbach                     | 23            | 1        |
| Roudon                       | 36            | 1        |
| Roudoule                     | 13            | 1        |
| Rouvre                       | 46            | 1        |
| Roya                         | 40            | 1        |
| Rozeille                     | 34            | 1        |
| Ru du Canal                  | 7             | 1        |
| Ru du Jard                   | 4             | 1        |
| Ruederbach                   | 2             | 1        |
| Ruisseau d'Arcomie           | 20            | 1        |
| Ruisseau d'Auchy             | 7             | 1        |
| Ruisseau d'Aurance           | 7             | 1        |
| Ruisseau de Bradon           | 7             | 1        |
| Ruisseau de Fa               | 14            | 1        |
| Ruisseau de l'Étang d'Albe   | 10            | 1        |
| Ruisseau de Larrey           | 4             | 1        |
| Ruisseau de Lestapel         | 5             | 1        |
| Ruisseau de Mureau           | 3             | 1        |
| Ruisseau de Sart             | 9             | 1        |
| Ruisseau des Chaumes         | 5             | 1        |
| Saire                        | 31            | 1        |
| Salembre                     | 17            | 1        |
| Sallanche                    | 10            | 1        |
| Salon                        | 72            | 1        |
| Sanne                        | 26            | 1        |
| Sânon                        | 49            | 1        |
| Sarce                        | 30            | 1        |
| Sardolle                     | 11            | 1        |
| Sarsonne                     | 27            | 1        |
| Sarthon                      | 25            | 1        |
| Saulchoy                     | 4             | 1        |
| Sauvage                      | 15            | 1        |
| Sauves                       | 23            | 1        |
| Savasse                      | 24            | 1        |
| Sée                          | 79            | 1        |
| Seebach                      | 11            | 1        |
| Ségur                        | 15            | 1        |
| Seignal                      | 22            | 1        |
| Seigy                        | 8             | 1        |
| Selle                        | 46            | 1        |
| Semène                       | 46            | 1        |
| Semouse                      | 41            | 1        |
| Senelle                      | 14            | 1        |
| Senouire                     | 63            | 1        |
| Séran                        | 42            | 1        |
| Serre                        | 7             | 1        |
| Seugne                       | 83            | 1        |
| Seulline                     | 11            | 1        |
| Sèves                        | 33            | 1        |
| Sichon                       | 41            | 1        |
| Soie                         | 9             | 1        |
| Sois                         | 4             | 1        |
| Solin                        | 33            | 1        |
| Solre                        | 22            | 1        |
| Sombre                       | 13            | 1        |
| Somme                        | 46            | 1        |
| Somme-Soude                  | 60            | 1        |
| Sommette                     | 15            | 1        |
| Sonnette                     | 22            | 1        |
| Sonnette                     | 15            | 1        |
| Sorgues                      | 46            | 1        |
| Sorne                        | 14            | 1        |
| Soudaine                     | 26            | 1        |
| Soude                        | 23            | 1        |
| Soulège                      | 13            | 1        |
| Soultzbach                   | 17            | 1        |
| Soulzon                      | 10            | 1        |
| Souye                        | 25            | 1        |
| Sur Jour                     | 13            | 1        |
| Suzon                        | 41            | 1        |
| Sye                          | 13            | 1        |
| Thabas                       |               | 1        |
| Taillon                      | 14            | 1        |
| Tarentaine                   | 35            | 1        |
| Tâtre                        | 20            | 1        |
| Taurion                      | 108           | 1        |
| Têche                        | 18            | 1        |
| Terrette                     | 29            | 1        |
| Têt                          | 115           | 1        |
| Tharonne                     | 21            | 1        |
| Thérouanne                   | 23            | 1        |
| Thève                        | 34            | 1        |
| Thilouze                     | 9             | 1        |
| Thin                         | 22            | 1        |
| Thines                       | 15            | 1        |
| Thonac                       | 11            | 1        |
| Thue                         | 12            | 1        |
| Thur                         | 53            | 1        |
| Touch                        | 74            | 1        |
| Toulon                       | 8             | 1        |
| Trec de la Greffière         | 26            | 1        |
| Trèfle                       | 47            | 1        |
| Treteau                      | 7             | 1        |
| Trey                         | 9             | 1        |
| Trézée                       | 32            | 1        |
| Trincou                      | 17            | 1        |
| Tude                         | 43            | 1        |
| Turdine                      | 29            | 1        |
| Urbise                       | 28            | 1        |
| Uzan                         | 24            | 1        |
| Vadelaincourt                | 20            | 1        |
| Vaige                        | 54            | 1        |
| Vaise                        | 1             | 1        |
| Valaire                      | 6             | 1        |
| Valjouze                     | 7             | 1        |
| Vallée                       | 11            | 1        |
| Valliguière                  | 13            | 1        |
| Valmont                      | 14            | 1        |
| Valserine                    | 48            | 1        |
| Valzin                       | 6             | 1        |
| Vandenesse                   | 18            | 1        |
| Vaure                        |               | 1        |
| Vauvre                       | 39            | 1        |
| Veauce                       | 15            | 1        |
| Vèbre                        | 31            | 1        |
| Vendinelle                   | 20            | 1        |
| Vern                         | 40            | 1        |
| Vernais                      | 15            | 1        |
| Vernazobres                  | 24            | 1        |
| Verrerie                     | 5             | 1        |
| Verrie                       | 8             | 1        |
| Veude                        | 42            | 1        |
| Veules                       | 1             | 1        |
| Vicdessos                    | 37            | 1        |
| Vicoin                       | 47            | 1        |
| Vie                          | 67            | 1        |
| Vière                        | 42            | 1        |
| Vieux Jonc                   | 28            | 1        |
| Vige                         | 28            | 1        |
| Villabon                     | 16            | 1        |
| Villiers                     | 7             | 1        |
| Viosne                       | 29            | 1        |
| Vis                          | 58            | 1        |
| Voroize                      | 6             | 1        |
| Voueize                      | 54            | 1        |
| Voulzie                      | 44            | 1        |
| Vouzance                     | 41            | 1        |
| Vrin                         | 37            | 1        |
| Wahlbach                     | 9             | 1        |
| Willerbach                   | 10            | 1        |
| Wimereux                     | 22            | 1        |
| Wiseppe                      | 22            | 1        |
| Wuenheim                     | 13            | 1        |
| Yerre                        | 49            | 1        |
| Yèvre                        | 17            | 1        |
| Yron                         | 37            | 1        |
| Yvel                         | 58            | 1        |
| Yzeron                       | 25            | 1        |
| Zinsel du Sud                | 31            | 1        |
| Zorn                         | 97            | 1        |

## Liste

### A
- Aa :
  - Saint-Georges-sur-l'Aa
  - Wavrans-sur-l'Aa

- Acolin :
  - Thiel-sur-Acolin

- Adour :
  - Aire-sur-l'Adour
  - Arcizac-Adour
  - Cahuzac-sur-Adour
  - Cazères-sur-l'Adour
  - Grenade-sur-l'Adour
  - Pontonx-sur-l'Adour
  - Préchac-sur-Adour
  - Saint-Maurice-sur-Adour
  - Salles-Adour
  - Vielle-Adour[note 1]

- Aff :
  - Bruc-sur-Aff
  - Sixt-sur-Aff

- Agly :
  - Camps-sur-l'Agly
  - Espira-de-l'Agly

- Agout :
  - Fraisse-sur-Agout
  - La Salvetat-sur-Agout
  - Vielmur-sur-Agout

- Ailette :
  - Neuville-sur-Ailette

- Ain (affluent du Rhône) :
  - Barésia-sur-l'Ain
  - Charnoz-sur-Ain
  - Chazey-sur-Ain
  - Montigny-sur-l'Ain
  - Neuville-sur-Ain
  - Pont-d'Ain
  - Serrières-sur-Ain
  - Villette-sur-Ain

- Ain (affluent de la Suippe) :
  - Souain-Perthes-lès-Hurlus

- Airaines :
  - Quesnoy-sur-Airaines

- Aire :
  - Autrécourt-sur-Aire
  - Chaumont-sur-Aire
  - Courcelles-sur-Aire
  - Lignières-sur-Aire
  - Longchamps-sur-Aire
  - Nicey-sur-Aire
  - Pierrefitte-sur-Aire
  - Saint-Aubin-sur-Aire
  - Villotte-sur-Aire

- Airou :
  - La Lande-d'Airou

- Aisne :
  - Berneuil-sur-Aisne
  - Billy-sur-Aisne[note 2]
  - Brienne-sur-Aisne
  - Celles-sur-Aisne
  - Condé-sur-Aisne
  - Missy-sur-Aisne
  - Nanteuil-sur-Aisne
  - Neufchâtel-sur-Aisne
  - Rembercourt-Sommaisne
  - Rilly-sur-Aisne
  - Savigny-sur-Aisne
  - Vailly-sur-Aisne
  - Vic-sur-Aisne
  - Villeneuve-sur-Aisne

- Ajon :
  - Landes-sur-Ajon
  - Maisoncelles-sur-Ajon
  - Malherbe-sur-Ajon

- Alagnon :
  - La Chapelle-d'Alagnon
  - Lempdes-sur-Allagnon

- Albe :
  - Rodalbe
  - Sarralbe

- Alemps :
  - Saint-Front-d'Alemps

- Allanche :
  - Allanche

- Allier :
  - Apremont-sur-Allier
  - Bellerive-sur-Allier
  - Bessay-sur-Allier
  - Château-sur-Allier
  - Mars-sur-Allier
  - Mazeyrat-d'Allier
  - Monétay-sur-Allier
  - Monistrol-d'Allier
  - Mornay-sur-Allier
  - Mur-sur-Allier
  - Pérignat-sur-Allier
  - Saint-Arcons-d'Allier
  - Saint-Bonnet-lès-Allier[note 3]
  - Saint-Christophe-d'Allier
  - Saint-Georges-sur-Allier[note 4]
  - Saint-Préjet-d'Allier[note 5]
  - Saint-Privat-d'Allier
  - Toulon-sur-Allier
  - Varennes-sur-Allier
  - Villeneuve-d'Allier
  - Villeneuve-sur-Allier

- Allière :
  - Valdallière

- Altier :
  - Altier

- Amance :
  - Betoncourt-sur-Mance
  - Haute-Amance
  - Laferté-sur-Amance
  - Maizières-sur-Amance
  - Pierremont-sur-Amance
  - Rosières-sur-Mance
  - Varennes-sur-Amance
  - Vernois-sur-Mance
  - Vitrey-sur-Mance

- Ambronne :
  - Val de Lambronne

- Amby :
  - Hières-sur-Amby

- Amezule :
  - Erbéviller-sur-Amezule

- Ance :
  - Saint-Julien-d'Ance

- Ance du Sud :
  - Bel-Air-Val-d'Ance

- Ancre :
  - Beaucourt-sur-l'Ancre
  - Buire-sur-l'Ancre
  - Ribemont-sur-Ancre
  - Ville-sur-Ancre

- Andelle :
  - Croisy-sur-Andelle
  - Douville-sur-Andelle
  - Elbeuf-sur-Andelle
  - Fleury-sur-Andelle
  - Perriers-sur-Andelle
  - Romilly-sur-Andelle

- Andelot :
  - Monteignet-sur-l'Andelot
  - Saint-Priest-d'Andelot

- Andlau :
  - Andlau

- Ange :
  - Angé

- Anglin :
  - Angles-sur-l'Anglin
  - La Châtre-Langlin

- Anille :
  - Conflans-sur-Anille

- Annois :
  - Annois

- Anost :
  - Anost

- Ante (affluent de l'Aisne) :
  - Sivry-Ante

- Ante (affluent de la Dives) :
  - Martigny-sur-l'Ante

- Anxure :
  - Saint-Germain-d'Anxure

- Anzon :
  - Vêtre-sur-Anzon

- Apance :
  - Fresnes-sur-Apance

- Arbéroue :
  - Saint-Martin-d'Arberoue

- Arc :
  - Bonneval-sur-Arc
  - Saint-Martin-d'Arc
  - Val-d'Arc

- Arce :
  - Buxières-sur-Arce
  - Merrey-sur-Arce
  - Ville-sur-Arce

- Arconce :
  - Varenne-l'Arconce

- Ardèche :
  - Lalevade-d'Ardèche
  - Saint-Just-d'Ardèche
  - Saint-Marcel-d'Ardèche
  - Saint-Martin-d'Ardèche
  - Saint-Maurice-d'Ardèche

- Ardre :
  - Savigny-sur-Ardres

- Arentèle :
  - Pierrepont-sur-l'Arentèle

- Argence :
  - Argences en Aubrac

- Argence Morte :
  - Argences en Aubrac

- Argens :
  - Montfort-sur-Argens
  - Puget-sur-Argens
  - Roquebrune-sur-Argens
  - Seillons-Source-d'Argens

- Argental :
  - Bourg-Argental

- Argenton :
  - Argentonnay
  - Loretz-d'Argenton

- Arget :
  - Serres-sur-Arget

- Argos :
  - Chazé-sur-Argos

- Arguenon :
  - Plorec-sur-Arguenon
  - Val-d'Arguenon

- Ariège :
  - Ferrières-sur-Ariège
  - Tarascon-sur-Ariège

- Arize :
  - Campagne-sur-Arize
  - Daumazan-sur-Arize
  - Durban-sur-Arize
  - Les Bordes-sur-Arize
  - Thouars-sur-Arize

- Arly :
  - Praz-sur-Arly

- Armançon :
  - Aisy-sur-Armançon
  - Argenteuil-sur-Armançon
  - Brienon-sur-Armançon
  - Chailly-sur-Armançon
  - Montigny-sur-Armançon
  - Pacy-sur-Armançon
  - Perrigny-sur-Armançon
  - Saint-Martin-sur-Armançon

- Arn :
  - Bout-du-Pont-de-Larn
  - Pont-de-Larn

- Arnave :
  - Arnave

- Arnes :
  - Saint-Clément-à-Arnes
  - Saint-Étienne-à-Arnes
  - Saint-Pierre-à-Arnes

- Arnon :
  - Loye-sur-Arnon
  - Lury-sur-Arnon
  - Mareuil-sur-Arnon
  - Saint-Georges-sur-Arnon

- Arnoult :
  - Pont-l'Abbé-d'Arnoult
  - Saint-Sulpice-d'Arnoult

- Aroffe :
  - Aroffe

- Aron :
  - Aron

- Aronde :
  - Braisnes-sur-Aronde
  - Gournay-sur-Aronde
  - Neufvy-sur-Aronde

- Arques :
  - Arques-la-Bataille
  - Tourville-sur-Arques[note 6]

- Arre :
  - Arre

- Arros :
  - Esparros
  - Montégut-Arros
  - Villecomtal-sur-Arros

- Arroux :
  - Étang-sur-Arroux
  - Marly-sur-Arroux[note 7]
  - Rigny-sur-Arroux
  - Saint-Didier-sur-Arroux
  - Saint-Nizier-sur-Arroux
  - Thil-sur-Arroux
  - Toulon-sur-Arroux
  - Vendenesse-sur-Arroux

- Artaut :
  - Viviers-sur-Artaut

- Artière :
  - Les Martres-d'Artière

- Artuby :
  - Comps-sur-Artuby

- Arve :
  - Contamine-sur-Arve

- Arzon :
  - Beaune-sur-Arzon
  - Craponne-sur-Arzon

- Asse :
  - Bras-d'Asse
  - Saint-Julien-d'Asse

- Aubance :
  - Brissac Loire Aubance
  - Saint-Melaine-sur-Aubance
  - Soulaines-sur-Aubance

- Aube :
  - Arcis-sur-Aube
  - Aubepierre-sur-Aube
  - Auberive
  - Aulnoy-sur-Aube
  - Bar-sur-Aube
  - Bay-sur-Aube
  - Blaincourt-sur-Aube
  - Champigny-sur-Aube
  - Étrelles-sur-Aube
  - Granges-sur-Aube
  - Laferté-sur-Aube
  - Lanty-sur-Aube
  - Latrecey-Ormoy-sur-Aube
  - Longueville-sur-Aube
  - Molins-sur-Aube
  - Montigny-sur-Aube
  - Nogent-sur-Aube
  - Rouvres-sur-Aube
  - Saint-Nabord-sur-Aube
  - Saron-sur-Aube
  - Veuxhaulles-sur-Aube
  - Villette-sur-Aube

- Aubette de Meulan :
  - Tessancourt-sur-Aubette

- Aubin :
  - Hagetaubin

- Aubois :
  - Augy-sur-Aubois
  - Jouet-sur-l'Aubois
  - La Guerche-sur-l'Aubois

- Aubrigoux :
  - Saint-Jean-d'Aubrigoux

- Aubrometz :
  - Aubrometz

- Aude :
  - Campagne-sur-Aude
  - Castelnau-d'Aude
  - Cuxac-d'Aude
  - Fontiès-d'Aude
  - Luc-sur-Aude
  - Raissac-d'Aude
  - Rouffiac-d'Aude
  - Saint-Couat-d'Aude
  - Saint-Marcel-sur-Aude
  - Saint-Nazaire-d'Aude
  - Sallèles-d'Aude
  - Salles-d'Aude

- Audry :
  - Rouvroy-sur-Audry

- Aujon :
  - Giey-sur-Aujon
  - Longchamp-sur-Aujon
  - Saint-Loup-sur-Aujon

- Aulouste :
  - Gavarret-sur-Aulouste

- Aume :
  - Valdelaume

- Aure :
  - Aure sur Mer
  - Aurseulles
  - Caumont-sur-Aure
  - Vaux-sur-Aure

- Auron :
  - Dun-sur-Auron

- Aussonnelle :
  - Bonrepos-sur-Aussonnelle

- Authie :
  - Authie
  - Authieule
  - Dompierre-sur-Authie
  - Frohen-sur-Authie
  - Raye-sur-Authie
  - Saint-Léger-lès-Authie
  - Villers-sur-Authie
  - Vitz-sur-Authie

- Authion :
  - Loire-Authion

- Authoison :
  - Authoison

- Autize :
  - Coulonges-sur-l'Autize
  - Rives-d'Autise

- Automne :
  - Largny-sur-Automne

- Auve :
  - Auve
  - Saint-Mard-sur-Auve

- Auvézère :
  - Cubjac-Auvézère-Val d'Ans

- Auvignon :
  - Castelnau-sur-l'Auvignon
  - Mas-d'Auvignon
  - Montagnac-sur-Auvignon

- Auxance :
  - Migné-Auxances

- Auxence :
  - Loireauxence
  - Val d'Erdre-Auxence

- Auxigny :
  - Saint-Martin-d'Auxigny

- Auzon (affluent de l'Allier) :
  - Auzon

- Auzon (affluent de l'Aube) :
  - Val-d'Auzon

- Auzon (affluent de la Cèze) :
  - Saint-Florent-sur-Auzonnet

- Auzon (affluent de la Sorgue) :
  - Villes-sur-Auzon

- Avance :
  - Avançon

- Aven :
  - Pont-Aven

- Aveyron (affluent du Loing) :
  - La Chapelle-sur-Aveyron
  - Saint-Maurice-sur-Aveyron

- Aveyron (affluent du Tarn) :
  - Agen-d'Aveyron
  - Clairvaux-d'Aveyron
  - Gaillac-d'Aveyron
  - Palmas d'Aveyron
  - Sévérac d'Aveyron

- Avière :
  - Domèvre-sur-Avière

- Avre :
  - Armentières-sur-Avre
  - Breux-sur-Avre
  - Dampierre-sur-Avre
  - Montigny-sur-Avre
  - Saint-Christophe-sur-Avre
  - Saint-Germain-sur-Avre
  - Saint-Rémy-sur-Avre
  - Saint-Victor-sur-Avre
  - Tillières-sur-Avre
  - Verneuil d'Avre et d'Iton

- Ay (fleuve) :
  - Bretteville-sur-Ay[note 8]
  - Saint-Germain-sur-Ay

- Ay (affluent du Rhône) :
  - Saint-Alban-d'Ay
  - Saint-Jeure-d'Ay
  - Saint-Romain-d'Ay

- Azanne :
  - Azannes-et-Soumazannes

- Azergues :
  - Belmont-d'Azergues
  - Chazay-d'Azergues
  - Civrieux-d'Azergues
  - Lamure-sur-Azergues
  - Marcilly-d'Azergues
  - Saint-Nizier-d'Azergues

### B
- Baillons :
  - Enquin-sur-Baillons

- Bailly-Bec :
  - Bailly-en-Rivière
  - Saint-Ouen-sous-Bailly

- Bairon :
  - Bairon et ses environs

- Baïse :
  - Buzet-sur-Baïse
  - Saint-Paul-de-Baïse
  - Trie-sur-Baïse
  - Valence-sur-Baïse

- Bandiat :
  - Abjat-sur-Bandiat

- Banize :
  - Banize

- Bar :
  - Belleville-et-Châtillon-sur-Bar
  - Brieulles-sur-Bar
  - Villers-sur-Bar

- Barangeon :
  - Neuvy-sur-Barangeon
  - Vignoux-sur-Barangeon

- Barbèche :
  - Rosières-sur-Barbèche

- Barboure :
  - Bovée-sur-Barboure
  - Marson-sur-Barboure

- Barbuise :
  - Charmont-sous-Barbuise
  - Saint-Étienne-sous-Barbuise
  - Saint-Remy-sous-Barbuise

- Barrou :
  - Saint-Jean-de-Barrou

- Barse :
  - Briel-sur-Barse
  - Champ-sur-Barse
  - Lusigny-sur-Barse
  - Montreuil-sur-Barse
  - Vendeuvre-sur-Barse

- Bassanne :
  - Bassanne

- Baulche :
  - Saint-Georges-sur-Baulche

- Bayon :
  - Saint-Antonin-sur-Bayon

- Beauronne (de Saint-Vincent) :
  - Beauronne

- Beine :
  - Beaumont-en-Beine[note 9]
  - La Neuville-en-Beine[note 10]

- Belle :
  - Celles-sur-Belle
  - Secondigné-sur-Belle

- Bélon :
  - Riec-sur-Bélon

- Belvitte :
  - Ménil-sur-Belvitte

- Benaize :
  - Mailhac-sur-Benaize
  - Saint-Hilaire-sur-Benaize

- Besbre :
  - Dompierre-sur-Besbre
  - Jaligny-sur-Besbre
  - Saint-Pourçain-sur-Besbre

- Betz :
  - Bazoches-sur-le-Betz

- Beuvron (affluent de la Loire) :
  - Candé-sur-Beuvron
  - Lamotte-Beuvron
  - Neung-sur-Beuvron

- Beuvron (affluent de la Sélune) :
  - Saint-Senier-de-Beuvron

- Beuvron (affluent de l'Yonne) :
  - Beuvron
  - Brinon-sur-Beuvron

- Bèze :
  - Bèze
  - Mirebeau-sur-Bèze
  - Noiron-sur-Bèze

- Bezonde :
  - Quiers-sur-Bezonde

- Bézorgues :
  - Labastide-sur-Bésorgues

- Bief de Nacey :
  - Soissons-sur-Nacey

- Bienne :
  - Hauts de Bienne

- Bièvre (affluent du Beuvron) :
  - Monthou-sur-Bièvre

- Bièvre (affluent de la Seine) :
  - Bièvres

- Bîne :
  - Bézaudun-sur-Bîne

- Bion :
  - Saint-Agnin-sur-Bion

- Bionne (affluent de la Loire) :
  - Boigny-sur-Bionne

- Bionne (affluent de la Marne) :
  - Somme-Bionne

- Bisten :
  - Bisten-en-Lorraine

- Blaise :
  - Cirey-sur-Blaise
  - Courcelles-sur-Blaise
  - Guindrecourt-sur-Blaise
  - Montreuil-sur-Blaise
  - Vaux-sur-Blaise

- Blaiseron :
  - Leschères-sur-le-Blaiseron

- Blancaneix :
  - Saint-Georges-Blancaneix

- Blavet :
  - Bon Repos sur Blavet

- Bléone :
  - Prads-Haute-Bléone

- Blet :
  - Blet

- Blies :
  - Blies-Ébersing
  - Blies-Guersviller
  - Bliesbruck

- Blour :
  - Asnières-sur-Blour

- Blourde :
  - Mouterre-sur-Blourde

- Boëme :
  - Mouthiers-sur-Boëme

- Boivre :
  - Boivre-la-Vallée

- Bonnée :
  - Bonnée

- Bonnieure :
  - Chasseneuil-sur-Bonnieure
  - Saint-Ciers-sur-Bonnieure
  - Val-de-Bonnieure

- Bonson :
  - Bonson

- Borne (affluent de l'Arve) :
  - Glières-Val-de-Borne

- Borne (affluent du Chassezac) :
  - Borne
  - Pied-de-Borne

- Borne (affluent de la Loire) :
  - Borne

- Borrèze :
  - Borrèze

- Boscq :
  - Anctoville-sur-Boscq

- Bouble :
  - Louroux-de-Bouble

- Boucé :
  - Boucé

- Bougon :
  - Bougon

- Boulogne (affluent de l'Acheneau) :
  - Les Lucs-sur-Boulogne

- Boulogne (affluent du Luol) :
  - Saint-Étienne-de-Boulogne
  - Saint-Michel-de-Boulogne

- Boulzane :
  - Montfort-sur-Boulzane

- Bourbach :
  - Bourbach-le-Bas
  - Bourbach-le-Haut

- Bourdic :
  - Bourdic

- Boutonne :
  - Blanzay-sur-Boutonne
  - Brioux-sur-Boutonne
  - Chef-Boutonne
  - Dampierre-sur-Boutonne
  - Rives-de-Boutonne
  - Saint-Séverin-sur-Boutonne
  - Tonnay-Boutonne
  - Vernoux-sur-Boutonne

- Bouyon :
  - Bouyon

- Braye :
  - Bessé-sur-Braye
  - Sargé-sur-Braye
  - Savigny-sur-Braye
  - Vibraye

- Brêche :
  - Montreuil-sur-Brêche
  - Reuil-sur-Brêche

- Bréda :
  - Le Haut-Bréda

- Brédoire :
  - Saint-Mandé-sur-Brédoire

- Brenne :
  - Neuville-sur-Brenne
  - Vernou-sur-Brenne

- Brénon :
  - Clérey-sur-Brenon

- Bresle :
  - Blangy-sur-Bresle
  - Bouvaincourt-sur-Bresle
  - Saint-Germain-sur-Bresle
  - Saint-Léger-sur-Bresle
  - Vieux-Rouen-sur-Bresle

- Bresnay :
  - Bresnay

- Brette :
  - Brette

- Breuilh :
  - Vicq-sur-Breuilh

- Brévon :
  - Rochefort-sur-Brévon

- Brezons :
  - Brezons

- Briance :
  - La Croisille-sur-Briance
  - Saint-Bonnet-Briance
  - Saint-Vitte-sur-Briance

- Brignon :
  - Neuilly-le-Brignon

- Briolance :
  - Blanquefort-sur-Briolance

- Brionne :
  - Soussey-sur-Brionne

- Brivet :
  - Sainte-Anne-sur-Brivet

- Bruche :
  - Bourg-Bruche
  - Dinsheim-sur-Bruche
  - Ernolsheim-Bruche
  - Muhlbach-sur-Bruche

- Brutz :
  - Noyal-sur-Brutz

- Buëch :
  - Aspres-sur-Buëch
  - Val Buëch-Méouge

- Buèges :
  - Pégairolles-de-Buèges
  - Saint-André-de-Buèges
  - Saint-Jean-de-Buèges

- Bussières :
  - Bussières-et-Pruns

- Buthiers :
  - Buthiers

- Buttant :
  - Belmont-sur-Buttant

### C
- Cagne :
  - Cagnes-sur-Mer

- Cailly :
  - Cailly
  - Saint-André-sur-Cailly[note 11]
  - Saint-Germain-sous-Cailly

- Calonne :
  - Les Authieux-sur-Calonne
  - Saint-Julien-sur-Calonne

- Canaples :
  - Canaples

- Cance :
  - Saint-Julien-Vocance
  - Villevocance
  - Vocance

- Canche :
  - Boubers-sur-Canche
  - Bouret-sur-Canche
  - Conchy-sur-Canche
  - Ligny-sur-Canche
  - Magnicourt-sur-Canche
  - Marles-sur-Canche
  - Monchel-sur-Canche
  - Rebreuve-sur-Canche

- Canne :
  - Montigny-sur-Canne

- Canner :
  - Kédange-sur-Canner

- Caramy :
  - Vins-sur-Caramy

- Carol :
  - Latour-de-Carol

- Caubon :
  - Caubon-Saint-Sauveur

- Caudeau :
  - Val de Louyre et Caudeau

- Célé :
  - Bagnac-sur-Célé
  - Marcilhac-sur-Célé
  - Sauliac-sur-Célé

- Celle :
  - La Celle-en-Morvan

- Céphons :
  - Moulins-sur-Céphons

- Cère :
  - Arpajon-sur-Cère
  - Biars-sur-Cère
  - Gagnac-sur-Cère
  - Laval-de-Cère
  - Vic-sur-Cère

- Cernon :
  - Lapanouse-de-Cernon
  - Saint-Rome-de-Cernon
  - Sainte-Eulalie-de-Cernon

- Ceyssat :
  - Ceyssat

- Cèze :
  - Bagnols-sur-Cèze
  - La Roque-sur-Cèze
  - Molières-sur-Cèze
  - Saint-André-Capcèze

- Chaîne :
  - Dialan sur Chaîne

- Chaise :
  - Val de Chaise

- Chalaronne :
  - Châtillon-sur-Chalaronne
  - Dompierre-sur-Chalaronne
  - Saint-Didier-sur-Chalaronne
  - Saint-Étienne-sur-Chalaronne

- Chalaure :
  - Les Églisottes-et-Chalaures

- Chalaux :
  - Chalaux

- Chalon :
  - Le Chalon

- Chalvagne :
  - Val-de-Chalvagne

- Chambaron :
  - Chambaron sur Morge

- Changeon :
  - Livré-sur-Changeon

- Chantenay :
  - Chantenay-Saint-Imbert

- Chantereine :
  - Brou-sur-Chantereine

- Charente :
  - Angeac-Charente
  - Aunac-sur-Charente
  - Bourg-Charente
  - Brives-sur-Charente
  - Bussac-sur-Charente
  - Châteauneuf-sur-Charente
  - Dompierre-sur-Charente
  - Saint-Nazaire-sur-Charente
  - Saint-Quentin-sur-Charente
  - Saint-Yrieix-sur-Charente
  - Salignac-sur-Charente
  - Terres-de-Haute-Charente
  - Tonnay-Charente
  - Verteuil-sur-Charente

- Charrin :
  - Charrin

- Chée :
  - Les Hauts-de-Chée

- Cher :
  - Athée-sur-Cher
  - Azay-sur-Cher
  - Châteauneuf-sur-Cher
  - Château-sur-Cher
  - Châtillon-sur-Cher
  - Châtres-sur-Cher
  - Crézançay-sur-Cher
  - Faverolles-sur-Cher
  - Langon-sur-Cher
  - Mareuil-sur-Cher
  - Mennetou-sur-Cher
  - Méry-sur-Cher
  - Monthou-sur-Cher
  - Montrichard Val de Cher
  - Noyers-sur-Cher
  - Saint-Florent-sur-Cher
  - Saint-Georges-sur-Cher
  - Saint-Julien-sur-Cher
  - Saint-Romain-sur-Cher
  - Selles-sur-Cher
  - Villefranche-sur-Cher
  - Villeneuve-sur-Cher

- Chéran :
  - Alby-sur-Chéran

- Chéronne :
  - Tuffé Val de la Chéronne

- Cheylard :
  - Cheylard-l'Évêque

- Chiers :
  - Épiez-sur-Chiers
  - La Ferté-sur-Chiers
  - Montigny-sur-Chiers
  - Olizy-sur-Chiers
  - Viviers-sur-Chiers

- Choisille :
  - Chanceaux-sur-Choisille
  - La Membrolle-sur-Choisille

- Ciron :
  - Pujols-sur-Ciron

- Cisse :
  - Pocé-sur-Cisse
  - Valencisse
  - Valloire-sur-Cisse

- Clain :
  - La Villedieu-du-Clain[note 12]
  - Sommières-du-Clain

- Clairis :
  - Savigny-sur-Clairis

- Claise :
  - Bossay-sur-Claise
  - Preuilly-sur-Claise

- Claix :
  - Claix

- Clérans :
  - Cause-de-Clérans

- Clessy :
  - Clessy

- Cleurie :
  - Cleurie

- Clignon :
  - Licy-Clignon

- Clouère :
  - Saint-Maurice-la-Clouère

- Coise :
  - Coise
  - La Chapelle-sur-Coise[note 13]
  - Saint-Denis-sur-Coise
  - Saint-Symphorien-sur-Coise

- Cojeul :
  - Hénin-sur-Cojeul
  - Saint-Martin-sur-Cojeul

- Colagne :
  - Bourgs sur Colagne

- Côle :
  - Saint-Jean-de-Côle
  - Saint-Pierre-de-Côle

- Colmont :
  - Châtillon-sur-Colmont
  - Saint-Mars-sur-Colmont

- Conie :
  - Conie-Molitard
  - Fontenay-sur-Conie
  - Villeneuve-sur-Conie

- Conne :
  - Conne-de-Labarde

- Coole :
  - Breuvery-sur-Coole
  - Coole
  - Écury-sur-Coole
  - Nuisement-sur-Coole
  - Saint-Quentin-sur-Coole

- Corcelle :
  - Corcelle-Mieslot

- Corrèze :
  - Corrèze
  - Les Angles-sur-Corrèze

- Cosson :
  - Crouy-sur-Cosson
  - Huisseau-sur-Cosson
  - Vannes-sur-Cosson

- Coudre :
  - Saint-Germain-de-la-Coudre

- Couesnon :
  - Mézières-sur-Couesnon
  - Rives-du-Couesnon
  - Roz-sur-Couesnon[note 14]
  - Val-Couesnon
  - Vieux-Vy-sur-Couesnon

- Couëtron :
  - Couëtron-au-Perche

- Course :
  - Recques-sur-Course

- Courtonne :
  - Courtonne-la-Meurdrac
  - Courtonne-les-Deux-Églises

- Cousance :
  - Cousances-les-Forges

- Cousances :
  - Ville-sur-Cousances

- Couze (affluent de la Dordogne) :
  - Couze-et-Saint-Front

- Couze (affluent de la Vézère) :
  - Lissac-sur-Couze

- Couze d'Ardes :
  - Le Breuil-sur-Couze

- Craon :
  - Bengy-sur-Craon

- Crempse :
  - Eyraud-Crempse-Maurens[note 15]
  - Montagnac-la-Crempse

- Créquoise :
  - Loison-sur-Créquoise

- Creuse :
  - Argenton-sur-Creuse
  - Néons-sur-Creuse
  - Saint-Rémy-sur-Creuse
  - Yzeures-sur-Creuse

- Crevon :
  - Blainville-Crevon

- Crise :
  - Chacrise
  - Rozières-sur-Crise

- Croisne :
  - Lassay-sur-Croisne[note 16]

- Cronce :
  - Cronce

- Crusnes :
  - Arrancy-sur-Crusnes
  - Crusnes

- Cugny :
  - Cugny

- Cuissai :
  - Cuissai

- Cure :
  - Arcy-sur-Cure
  - Bessy-sur-Cure
  - Chastellux-sur-Cure
  - Domecy-sur-Cure
  - Gien-sur-Cure
  - Lucy-sur-Cure
  - Voutenay-sur-Cure

### D
- Dan :
  - Périers-sur-le-Dan

- Dême :
  - Beaumont-sur-Dême
  - Chemillé-sur-Dême
  - Épeigné-sur-Dême

- Desges :
  - Desges

- Deûle :
  - Deûlémont
  - Quesnoy-sur-Deûle

- Devise :
  - La Devise

- Dheune :
  - Saint-Bérain-sur-Dheune
  - Saint-Julien-sur-Dheune
  - Saint-Léger-sur-Dheune

- Dhuis :
  - Dhuys et Morin-en-Brie
  - Pargny-la-Dhuys

- Dinan :
  - Thoiré-sur-Dinan

- Divatte :
  - Divatte-sur-Loire

- Dive (affluent du Thouet) :
  - Curçay-sur-Dive
  - Saint-Just-sur-Dive

- Dive (affluent de la Vienne) :
  - Valdivienne

- Dives :
  - Dives-sur-Mer
  - Neauphe-sur-Dive
  - Saint-Lambert-sur-Dive
  - Tournai-sur-Dive

- Dolaizon :
  - Saint-Christophe-sur-Dolaizon

- Doller :
  - Dolleren

- Dolomieu :
  - Dolomieu

- Dolon :
  - Moissieu-sur-Dolon

- Dolore :
  - Chambon-sur-Dolore

- Domart :
  - Domart-en-Ponthieu
  - Saint-Léger-lès-Domart

- Dombief :
  - La Chaux-du-Dombief

- Don :
  - Marsac-sur-Don

- Donnezac :
  - Donnezac

- Dorat :
  - Saint-Loup-du-Dorat

- Dordogne :
  - Alles-sur-Dordogne
  - Argentat-sur-Dordogne
  - Badefols-sur-Dordogne
  - Beaulieu-sur-Dordogne
  - Civrac-sur-Dordogne
  - Monceaux-sur-Dordogne
  - Pessac-sur-Dordogne

- Dore :
  - Dore-l'Église
  - Néronde-sur-Dore

- Dorlay :
  - La Terrasse-sur-Dorlay

- Doron de Beaufort :
  - Villard-sur-Doron

- Doubs :
  - Byans-sur-Doubs
  - Dampierre-sur-le-Doubs
  - Doubs
  - Lays-sur-le-Doubs
  - L'Isle-sur-le-Doubs
  - Longevelle-sur-Doubs
  - Longwy-sur-le-Doubs
  - Pompierre-sur-Doubs

- Doulon :
  - Laval-sur-Doulon
  - Saint-Didier-sur-Doulon

- Doumely :
  - Doumely-Bégny

- Dourdou de Camarès :
  - Arnac-sur-Dourdou

- Doustre :
  - Montaignac-sur-Doustre

- Douve :
  - Crosville-sur-Douve
  - Liesville-sur-Douve

- Doux :
  - Saint-Pierre-sur-Doux

- Drac :
  - Champ-sur-Drac

- Draize :
  - Draize

- Drôme (affluent de l'Aure) :
  - Balleroy-sur-Drôme
  - Val de Drôme

- Drôme (affluent du Rhône) :
  - Livron-sur-Drôme
  - Loriol-sur-Drôme
  - Valdrôme

- Dronne :
  - Aubeterre-sur-Dronne
  - Saint-Méard-de-Drône

- Drot :
  - Allemans-du-Dropt
  - Auriac-sur-Dropt
  - Capdrot
  - Caudrot
  - Gironde-sur-Dropt
  - La Sauvetat-du-Dropt
  - Saint-Pierre-sur-Dropt
  - Saint-Quentin-du-Dropt

- Drouette :
  - Droue-sur-Drouette

- Druance :
  - Terres de Druance

- Drucat :
  - Drucat

- Drugeon :
  - La Rivière-Drugeon

- Dué :
  - Thorigné-sur-Dué

- Dun :
  - Fontaine-le-Dun
  - La Chapelle-sur-Dun[note 17]
  - Le Bourg-Dun

- Dunière :
  - Dunière-sur-Eyrieux

- Dunières
  - Dunières

- Durance :
  - Caumont-sur-Durance
  - Saint-Clément-sur-Durance
  - Saint-Paul-lès-Durance

- Durbion :
  - Domèvre-sur-Durbion
  - Girecourt-sur-Durbion

- Durenque (affluent de l'Agout) :
  - Valdurenque

- Durenque (affluent du Giffou) :
  - Durenque

- Durèze :
  - Listrac-de-Durèze

- Durolle :
  - Celles-sur-Durolle
  - Saint-Rémy-sur-Durolle[note 18]

### E
- Eaulne :
  - Saint-Germain-sur-Eaulne

- Écaillon :
  - Monchaux-sur-Écaillon
  - Saint-Martin-sur-Écaillon
  - Vendegies-sur-Écaillon

- Échez :
  - Bordères-sur-l'Échez

- École :
  - Moigny-sur-École
  - Noisy-sur-École
  - Oncy-sur-École
  - Saint-Germain-sur-École
  - Saint-Sauveur-sur-École
  - Soisy-sur-École

- Égrenne :
  - Saint-Mars-d'Égrenne
  - Saint-Roch-sur-Égrenne[note 19]

- Egvonne :
  - Ruan-sur-Egvonne

- Elle :
  - Moon-sur-Elle
  - Saint-Clair-sur-l'Elle
  - Saint-Georges-d'Elle
  - Saint-Germain-d'Elle
  - Saint-Jean-d'Elle
  - Sainte-Marguerite-d'Elle

- Engièvre :
  - Garnat-sur-Engièvre

- Epte :
  - Bazincourt-sur-Epte
  - Château-sur-Epte
  - Éragny-sur-Epte
  - Montreuil-sur-Epte
  - Saint-Clair-sur-Epte
  - Vexin-sur-Epte

- Erdre :
  - Erdre-en-Anjou
  - Joué-sur-Erdre
  - La Chapelle-sur-Erdre
  - Nort-sur-Erdre
  - Sucé-sur-Erdre
  - Trans-sur-Erdre
  - Val d'Erdre-Auxence
  - Vallons-de-l'Erdre

- Ernée :
  - Ernée

- Erre :
  - Saint-Hilaire-sur-Erre

- Erve :
  - Saint-Georges-sur-Erve
  - Saint-Pierre-sur-Erve

- Escaut :
  - Bruay-sur-l'Escaut
  - Cantaing-sur-Escaut
  - Condé-sur-l'Escaut
  - Crèvecœur-sur-l'Escaut
  - Escautpont
  - Fresnes-sur-Escaut
  - Honnecourt-sur-Escaut
  - Neuville-sur-Escaut
  - Noyelles-sur-Escaut

- Esches :
  - Esches

- Escotais :
  - Saint-Christophe-sur-le-Nais

- Escou :
  - Escou
  - Escout

- Escrebieux :
  - Flers-en-Escrebieux

- Essonne :
  - Ballancourt-sur-Essonne
  - Boutigny-sur-Essonne
  - Briarres-sur-Essonne
  - Corbeil-Essonnes
  - Courdimanche-sur-Essonne
  - Gironville-sur-Essonne
  - Guigneville-sur-Essonne
  - La Neuville-sur-Essonne
  - Nanteau-sur-Essonne
  - Ondreville-sur-Essonne
  - Prunay-sur-Essonne
  - Vayres-sur-Essonne

- Estang :
  - Estang

- Estéron :
  - Roquestéron

- Estissac :
  - Saint-Hilaire-d'Estissac
  - Saint-Jean-d'Estissac
  - Saint-Séverin-d'Estissac[note 20]

- Estreux :
  - Estreux

- Esves :
  - Civray-sur-Esves
  - Esves-le-Moutier
  - Marcé-sur-Esves

- Eure :
  - Cailly-sur-Eure
  - Clef Vallée d'Eure
  - Courville-sur-Eure
  - Croisy-sur-Eure
  - Ézy-sur-Eure
  - Fontenay-sur-Eure
  - Garennes-sur-Eure
  - Heudreville-sur-Eure
  - Jouy-sur-Eure
  - Marcilly-sur-Eure
  - Nogent-sur-Eure
  - Pacy-sur-Eure
  - Saint-Georges-sur-Eure
  - Vaux-sur-Eure
  - Villemeux-sur-Eure

- Ével :
  - Évellys

- Èvre :
  - Le May-sur-Èvre
  - Montrevault-sur-Èvre

- Evre :
  - Èvres

- Eygues :
  - Camaret-sur-Aigues
  - Saint-Maurice-sur-Eygues

- Eyraud :
  - Eyraud-Crempse-Maurens
  - Saint-Pierre-d'Eyraud

- Eyrieux :
  - Dunière-sur-Eyrieux
  - Les Ollières-sur-Eyrieux
  - Saint-Fortunat-sur-Eyrieux

### F
- Falleron :
  - Falleron

- Fave :
  - Neuvillers-sur-Fave

- Fay :
  - Fay

- Feldbach :
  - Feldbach

- Fenioux :
  - Fenioux

- Fessard :
  - Saint-Maurice-sur-Fessard

- Fieffe :
  - Fieffes-Montrelet

- Fier :
  - Hauteville-sur-Fier
  - Vallières-sur-Fier

- Fillière :
  - Fillière

- Fion :
  - Saint-Amand-sur-Fion

- Fliers :
  - Groffliers
  - Rang-du-Fliers

- Formans :
  - Ars-sur-Formans
  - Saint-Didier-de-Formans

- Foron :
  - La Roche-sur-Foron

- Fouzon :
  - Val-Fouzon

- Franche d'Oire :
  - Val-d'Oire-et-Gartempe

- Fraubée :
  - Crennes-sur-Fraubée

- Frénille :
  - La Vineuse sur Fregande

- Furieuse :
  - La Chapelle-sur-Furieuse

- Futaie :
  - Saint-Mars-sur-la-Futaie

### G
- Gabas :
  - Gabaston

- Gaillarde :
  - Fontaine-la-Gaillarde

- Galabre :
  - La Robine-sur-Galabre

- Galaure :
  - Châteauneuf-de-Galaure
  - Saint-Clair-sur-Galaure
  - Saint-Jean-de-Galaure

- Ganaveix :
  - Condat-sur-Ganaveix

- Gand :
  - Croizet-sur-Gand
  - Sainte-Colombe-sur-Gand

- Gande :
  - La Vineuse sur Fregande

- Gardon :
  - Castillon-du-Gard
  - Maruéjols-lès-Gardon
  - Saint-Jean-du-Gard
  - Vers-Pont-du-Gard

- Gargilesse :
  - Gargilesse-Dampierre

- Garnache :
  - La Garnache

- Garonne :
  - Cadillac-sur-Garonne
  - Caumont-sur-Garonne
  - Couthures-sur-Garonne
  - Fourques-sur-Garonne
  - Gagnac-sur-Garonne
  - Gensac-sur-Garonne
  - Le Pian-sur-Garonne
  - Lestiac-sur-Garonne
  - Meilhan-sur-Garonne
  - Portet-sur-Garonne
  - Roquefort-sur-Garonne
  - Saint-Julien-sur-Garonne
  - Salles-sur-Garonne
  - Sérignac-sur-Garonne
  - Thouars-sur-Garonne
  - Verdun-sur-Garonne

- Gartempe :
  - Bessines-sur-Gartempe
  - Gartempe
  - La Croix-sur-Gartempe
  - Saint-Ouen-sur-Gartempe
  - Val-d'Oire-et-Gartempe
  - Vicq-sur-Gartempe

- Gault :
  - Saint-Cyr-du-Gault

- Gazeille :
  - Le Monastier-sur-Gazeille

- Gée :
  - Brains-sur-Gée
  - Coulans-sur-Gée
  - Vallon-sur-Gée

- Gelon :
  - Chamoux-sur-Gelon

- Gères :
  - Surgères

- Germaine (affluent de la Livre) :
  - Germaine

- Germaine (affluent de la Somme) :
  - Germaine[note 21]

- Gers :
  - Montestruc-sur-Gers

- Gervanne :
  - Beaufort-sur-Gervanne
  - Montclar-sur-Gervanne

- Gervonde :
  - Sainte-Anne-sur-Gervonde

- Gesse :
  - Boulogne-sur-Gesse
  - Nizan-Gesse

- Gier :
  - La Valla-en-Gier
  - Rive-de-Gier
  - Saint-Romain-en-Gier

- Gimond :
  - La Gimond

- Givonne :
  - Givonne

- Glane :
  - Oradour-sur-Glane

- Gondoire :
  - Conches-sur-Gondoire

- Gorre :
  - Gorre
  - Saint-Laurent-sur-Gorre

- Goulaine :
  - Basse-Goulaine
  - Haute-Goulaine

- Goyen :
  - Guiler-sur-Goyen

- Grand Morin :
  - Châtillon-sur-Morin
  - Jouy-sur-Morin
  - La Celle-sur-Morin
  - Saint-Germain-sur-Morin
  - Villiers-sur-Morin

- Grandrieu :
  - Grandrieu

- Graon :
  - Saint-Vincent-sur-Graon

- Grasse :
  - Trébons-sur-la-Grasse

- Gresse :
  - Gresse-en-Vercors

- Grosne :
  - Beaumont-sur-Grosne
  - Bresse-sur-Grosne
  - Deux-Grosnes
  - Germolles-sur-Grosne
  - Messey-sur-Grosne
  - Navour-sur-Grosne
  - Savigny-sur-Grosne

- Grouche :
  - Grouches-Luchuel

- Grozon :
  - Saint-Barthélemy-Grozon

- Guiers :
  - Entre-deux-Guiers
  - Saint-Christophe-sur-Guiers

- Guil :
  - Guillestre

- Gupie :
  - Castelnau-sur-Gupie
  - Lagupie
  - Mauvezin-sur-Gupie

- Guye :
  - Chevagny-sur-Guye
  - Saint-Clément-sur-Guye
  - Salornay-sur-Guye

- Guyonne :
  - Bazoches-sur-Guyonne

### H
- Hallue :
  - Beaucourt-sur-l'Hallue
  - Montigny-sur-l'Hallue

- Halouze :
  - Saint-Clair-de-Halouze

- Hareng :
  - Beaumont-le-Hareng

- Helpe Majeure :
  - Avesnes-sur-Helpe
  - Dompierre-sur-Helpe
  - Saint-Hilaire-sur-Helpe

- Helpe Mineure :
  - Boulogne-sur-Helpe

- Hem :
  - Recques-sur-Hem
  - Tournehem-sur-la-Hem

- Hem-Hardinval :
  - Hem-Hardinval

- Hérault :
  - Cazouls-d'Hérault
  - Usclas-d'Hérault

- Herbasse :
  - Charmes-sur-l'Herbasse
  - Saint-Donat-sur-l'Herbasse
  - Valherbasse

- Héron :
  - Héronchelles
  - Morville-le-Héron

- Hers-Mort :
  - Payra-sur-l'Hers
  - Peyrefitte-sur-l'Hers[note 22]
  - Salles-sur-l'Hers

- Hers-Vif :
  - La Bastide-sur-l'Hers
  - Sainte-Colombe-sur-l'Hers
  - Sonnac-sur-l'Hers

- Heuille :
  - Saint-Martin-d'Heuille

- Hirtzbach :
  - Hirtzbach

- Hoëne :
  - Bazoches-sur-Hoëne

- Huillard :
  - Beauchamps-sur-Huillard
  - Chevillon-sur-Huillard

- Huisne :
  - Cour-Maugis sur Huisne
  - Mauves-sur-Huisne
  - Sablons sur Huisne
  - Saint-Denis-sur-Huisne
  - Sceaux-sur-Huisne
  - Vouvray-sur-Huisne

- Hundsbach :
  - Hundsbach

- Hune :
  - Val-de-la-Hune

- Huveaune :
  - La Penne-sur-Huveaune

### I
- Ic :
  - Binic-Étables-sur-Mer
  - Lantic
  - Pordic

- Igneraie :
  - Verneuil-sur-Igneraie

- Ignon :
  - Poncey-sur-l'Ignon

- Ill :
  - Illfurth
  - Illhaeusern
  - Illkirch-Graffenstaden
  - Illtal
  - Illzach

- Ille :
  - Montreuil-sur-Ille
  - Saint-Germain-sur-Ille
  - Saint-Médard-sur-Ille

- Illet :
  - Chasné-sur-Illet

- Illon :
  - Ville-sur-Illon

- Indre :
  - Artannes-sur-Indre
  - Azay-sur-Indre
  - Chambourg-sur-Indre
  - Châtillon-sur-Indre
  - Mers-sur-Indre
  - Palluau-sur-Indre
  - Reignac-sur-Indre
  - Sainte-Sévère-sur-Indre
  - Verneuil-sur-Indre
  - Villedieu-sur-Indre

- Indrois :
  - Chemillé-sur-Indrois
  - Loché-sur-Indrois
  - Saint-Quentin-sur-Indrois

- Iron :
  - Iron

- Isère :
  - Châteauneuf-sur-Isère
  - Gilly-sur-Isère
  - Grésy-sur-Isère
  - Pont-de-l'Isère
  - Romans-sur-Isère
  - Saint-Paul-sur-Isère
  - Saint-Quentin-sur-Isère
  - Sainte-Hélène-sur-Isère
  - Val-d'Isère

- Isle :
  - Boulazac Isle Manoire
  - Camps-sur-l'Isle
  - Corgnac-sur-l'Isle
  - Marsac-sur-l'Isle
  - Razac-sur-l'Isle
  - Saint-Antoine-sur-l'Isle
  - Saint-Léon-sur-l'Isle
  - Saint-Louis-en-l'Isle
  - Saint-Seurin-sur-l'Isle
  - Saint-Vincent-sur-l'Isle
  - Sarliac-sur-l'Isle
  - Savignac-de-l'Isle

- Isop :
  - Saint-Martial-sur-Isop

- Issoire :
  - Val d'Issoire

- Issole :
  - Besse-sur-Issole
  - Flassans-sur-Issole
  - Sainte-Anastasie-sur-Issole

- Isson :
  - Saint-Remy-en-Bouzemont-Saint-Genest-et-Isson

- Iton :
  - Amfreville-sur-Iton
  - Arnières-sur-Iton
  - Aulnay-sur-Iton
  - La Bonneville-sur-Iton
  - Mesnils-sur-Iton
  - Saint-Ouen-sur-Iton
  - Verneuil d'Avre et d'Iton[note 23]

### J
- Jabron (affluent de la Durance) :
  - Noyers-sur-Jabron
  - Saint-Vincent-sur-Jabron

- Jabron (affluent du Roubion) :
  - Montboucher-sur-Jabron

- Jalle de Blanquefort :
  - Martignas-sur-Jalle
  - Saint-Médard-en-Jalles

- Jarnages :
  - Jarnages

- Jaudy :
  - La Roche-Jaudy

- Jordanne :
  - Saint-Cirgues-de-Jordanne

- Joudry :
  - Vieilles-Maisons-sur-Joudry

- Joyeuse :
  - Beyrie-sur-Joyeuse

- Juigne :
  - Juignettes

- Juine :
  - Autruy-sur-Juine
  - Bouray-sur-Juine
  - Janville-sur-Juine

### L
- Laà :
  - Laà-Mondrans

- Laigne :
  - Balnot-sur-Laignes
  - Laignes

- Laize :
  - Bretteville-sur-Laize
  - Laize-Clinchamps

- Lampy :
  - Raissac-sur-Lampy

- Landeyrat :
  - Landeyrat

- Landouzy :
  - Landouzy-la-Cour
  - Landouzy-la-Ville

- Langis :
  - Saint-Michel-de-Volangis
  - Soulangis

- Lanterne :
  - Conflans-sur-Lanterne
  - La Lanterne-et-les-Armonts

- Largue :
  - Mooslargue

- Lary :
  - Saint-Martin-d'Ary

- Lassay :
  - Lassay-les-Châteaux

- Lathan :
  - Channay-sur-Lathan
  - Savigné-sur-Lathan

- Latou :
  - Villeneuve-du-Latou

- Launette :
  - Ver-sur-Launette

- Lauquet :
  - Caunette-sur-Lauquet
  - Clermont-sur-Lauquet
  - Ladern-sur-Lauquet

- Laussonne :
  - Laussonne

- Laussou :
  - Laussou

- Lauter :
  - Lauterbourg
  - Niederlauterbach
  - Oberlauterbach[note 24]

- Lauzon :
  - Montségur-sur-Lauzon

- Laversines :
  - Laversines

- Lavézon :
  - Saint-Martin-sur-Lavezon

- Lay :
  - Mareuil-sur-Lay-Dissais
  - Moutiers-sur-le-Lay

- Layon :
  - Aubigné-sur-Layon
  - Beaulieu-sur-Layon
  - Bellevigne-en-Layon
  - Chaudefonds-sur-Layon
  - Cléré-sur-Layon
  - Lys-Haut-Layon
  - Passavant-sur-Layon
  - Val-du-Layon

- Lède :
  - La Sauvetat-sur-Lède
  - Montagnac-sur-Lède

- Leff :
  - Lanleff

- Lémance :
  - Saint-Front-sur-Lémance
  - Sauveterre-la-Lémance

- Lerzy :
  - Lerzy

- Leysse :
  - Saint-Alban-Leysse

- Leyze :
  - Savignac-sur-Leyze

- Lez (fleuve) :
  - Castelnau-le-Lez
  - Montferrier-sur-Lez
  - Prades-le-Lez

- Lez (affluent du Rhône) :
  - Montbrison-sur-Lez

- Lèze :
  - Beaumont-sur-Lèze
  - Labarthe-sur-Lèze
  - Lagardelle-sur-Lèze
  - Lézat-sur-Lèze
  - Saint-Sulpice-sur-Lèze

- Libron :
  - Boujan-sur-Libron

- Lieure :
  - Rosay-sur-Lieure

- Ligneron :
  - Saint-Christophe-du-Ligneron

- Lignon du Forez :
  - Boën-sur-Lignon

- Lignon du Velay :
  - Fay-sur-Lignon
  - Le Chambon-sur-Lignon
  - Saint-Maurice-de-Lignon

- Ligoure :
  - Saint-Jean-Ligoure
  - Saint-Priest-Ligoure

- Limagnole :
  - Saint-Alban-sur-Limagnole

- Linotte :
  - Dampierre-sur-Linotte
  - Roche-sur-Linotte-et-Sorans-les-Cordiers

- Lison :
  - Cussey-sur-Lison
  - Éternoz-Vallée-du-Lison

- Lisse :
  - Lisse-en-Champagne

- Livenne :
  - Val-de-Livenne

- Livre :
  - Val de Livre

- Lizon :
  - Coteaux du Lizon

- Lizonne :
  - Saint-Front-sur-Nizonne
  - Saint-Paul-Lizonne

- Loddes :
  - Loddes

- Logne :
  - Corcoué-sur-Logne

- Loing :
  - Bagneaux-sur-Loing
  - Châlette-sur-Loing
  - Conflans-sur-Loing
  - Dammarie-sur-Loing
  - Fontenay-sur-Loing
  - Grez-sur-Loing
  - La Madeleine-sur-Loing
  - Montigny-sur-Loing
  - Moret-Loing-et-Orvanne
  - Souppes-sur-Loing

- Loir :
  - Bazouges Cré sur Loir
  - La Bruère-sur-Loir
  - La Chartre-sur-le-Loir
  - Loir en Vallée
  - Mareil-sur-Loir
  - Montoire-sur-le-Loir
  - Montreuil-sur-Loir
  - Montval-sur-Loir
  - Nogent-sur-Loir
  - Rives-du-Loir-en-Anjou
  - Saint-Maur-sur-le-Loir
  - Seiches-sur-le-Loir
  - Villiers-sur-Loir

- Loire :
  - Aurec-sur-Loire
  - Avril-sur-Loire
  - Beaulieu-sur-Loire
  - Belleville-sur-Loire
  - Bonny-sur-Loire
  - Brissac Loire Aubance
  - Caloire
  - Chalonnes-sur-Loire
  - Chamalières-sur-Loire
  - Champtocé-sur-Loire
  - Châteauneuf-sur-Loire
  - Châtillon-sur-Loire
  - Chaumont-sur-Loire
  - Chouzé-sur-Loire
  - Cosne-Cours-sur-Loire
  - Coteaux-sur-Loire
  - Cour-sur-Loire
  - Cussac-sur-Loire
  - Divatte-sur-Loire
  - Fleury-sur-Loire
  - Gannay-sur-Loire
  - Gennes-Val-de-Loire
  - Germigny-sur-Loire
  - Gilly-sur-Loire
  - Ingrandes-le-Fresne-sur-Loire
  - La Celle-sur-Loire
  - La Chapelle-sur-Loire
  - La Charité-sur-Loire
  - Lamenay-sur-Loire
  - Lavau-sur-Loire
  - Lavoûte-sur-Loire
  - Les Garennes sur Loire
  - Loire-Authion
  - Loireauxence
  - Lussault-sur-Loire
  - Mauges-sur-Loire
  - Mauves-sur-Loire
  - Mesves-sur-Loire
  - Meung-sur-Loire
  - Monétay-sur-Loire[note 25]
  - Monistrol-sur-Loire
  - Montlouis-sur-Loire
  - Muides-sur-Loire
  - Neuvy-sur-Loire
  - Ousson-sur-Loire
  - Ouzouer-sur-Loire
  - Perrigny-sur-Loire
  - Pierrefitte-sur-Loire
  - Pouilly-sur-Loire
  - Rilly-sur-Loire
  - Rochefort-sur-Loire
  - Saint-Aubin-sur-Loire
  - Saint-Benoît-sur-Loire
  - Saint-Brisson-sur-Loire
  - Saint-Cyr-sur-Loire
  - Saint-Denis-sur-Loire
  - Saint-Dyé-sur-Loire
  - Saint-Firmin-sur-Loire
  - Saint-Georges-sur-Loire
  - Saint-Jean-Saint-Maurice-sur-Loire
  - Saint-Ouen-sur-Loire
  - Saint-Père-sur-Loire
  - Saint-Sébastien-sur-Loire
  - Sainte-Gemmes-sur-Loire
  - Sainte-Luce-sur-Loire
  - Sermoise-sur-Loire
  - Solignac-sur-Loire
  - Sougy-sur-Loire
  - Sully-sur-Loire
  - Thouaré-sur-Loire
  - Tracy-sur-Loire
  - Vair-sur-Loire
  - Valloire-sur-Cisse
  - Varennes-sur-Loire
  - Veuzain-sur-Loire
  - Vézelin-sur-Loire
  - Vitry-sur-Loire

- Loison :
  - Juvigny-sur-Loison
  - Loison
  - Louppy-sur-Loison
  - Merles-sur-Loison

- Loivre :
  - Loivre

- Longèves :
  - Longèves

- Longsols :
  - Longsols

- Lot :
  - Castelmoron-sur-Lot
  - Granges-sur-Lot
  - Lafitte-sur-Lot
  - Le Temple-sur-Lot
  - Saint-Sylvestre-sur-Lot
  - Sainte-Livrade-sur-Lot
  - Villeneuve-sur-Lot
  - Vire-sur-Lot

- Loue :
  - Champagne-sur-Loue
  - Chissey-sur-Loue
  - Rennes-sur-Loue

- Louet :
  - Mozé-sur-Louet

- Lougres :
  - Lougres

- Loup :
  - La Colle-sur-Loup
  - Le Bar-sur-Loup
  - Tourrettes-sur-Loup

- Louyre :
  - Liorac-sur-Louyre
  - Val de Louyre et Caudeau

- Lozon :
  - Marigny-Le-Lozon
  - Montreuil-sur-Lozon

- Luce :
  - Domart-sur-la-Luce

- Lucelle :
  - Lucelle

- Lunain :
  - Nanteau-sur-Lunain
  - Vaux-sur-Lunain

- Luy :
  - Oeyreluy

- Luzège :
  - Laval-sur-Luzège

- Lys (affluent de l'Escaut) :
  - Aire-sur-la-Lys
  - Calonne-sur-la-Lys
  - Erquinghem-Lys
  - Sailly-sur-la-Lys

- Lys (affluent du Layon) :
  - Lys-Haut-Layon

### M
- Madon :
  - Bainville-sur-Madon
  - Marainville-sur-Madon
  - Pont-sur-Madon
  - Vomécourt-sur-Madon

- Magnicourt-sur-Canche :
  - Magnicourt-sur-Canche

- Mahéru :
  - Mahéru

- Maine :
  - Aigrefeuille-sur-Maine
  - Saint-Fiacre-sur-Maine

- Maire :
  - Lougé-sur-Maire

- Manoire :
  - Boulazac Isle Manoire

- Manse :
  - Crissay-sur-Manse

- Maravel :
  - Val-Maravel

- Marche :
  - Sapogne-sur-Marche

- Mare :
  - Saint-Gervais-sur-Mare

- Mareuil :
  - Mareuil-la-Motte

- Marne :
  - Annet-sur-Marne
  - Aulnay-sur-Marne
  - Azy-sur-Marne
  - Barzy-sur-Marne
  - Bayard-sur-Marne
  - Bignicourt-sur-Marne
  - Bonneuil-sur-Marne
  - Bry-sur-Marne
  - Champigny-sur-Marne
  - Champs-sur-Marne
  - Changis-sur-Marne
  - Charly-sur-Marne
  - Châtillon-sur-Marne
  - Chennevières-sur-Marne
  - Chézy-sur-Marne
  - Cloyes-sur-Marne
  - Condé-sur-Marne
  - Crouttes-sur-Marne
  - Essômes-sur-Marne
  - Étampes-sur-Marne[note 26]
  - Fontaines-sur-Marne
  - Fresnes-sur-Marne
  - Gournay-sur-Marne
  - Isle-sur-Marne
  - La Chaussée-sur-Marne
  - Lagny-sur-Marne
  - Le Perreux-sur-Marne
  - Loisy-sur-Marne
  - Luzy-sur-Marne
  - Mairy-sur-Marne
  - Marnay-sur-Marne
  - Mary-sur-Marne
  - Méry-sur-Marne
  - Mussey-sur-Marne
  - Nanteuil-sur-Marne
  - Neuilly-sur-Marne
  - Nogent-sur-Marne
  - Ormesson-sur-Marne[note 27]
  - Passy-sur-Marne
  - Précy-sur-Marne
  - Rachecourt-sur-Marne
  - Roches-sur-Marne
  - Romeny-sur-Marne
  - Rouvroy-sur-Marne
  - Saâcy-sur-Marne
  - Saint-Vallier-sur-Marne
  - Soncourt-sur-Marne
  - Thorigny-sur-Marne
  - Tours-sur-Marne
  - Trélou-sur-Marne
  - Ussy-sur-Marne
  - Vaires-sur-Marne
  - Vesaignes-sur-Marne
  - Vésigneul-sur-Marne
  - Villiers-sur-Marne[note 28]

- Maroni :
  - Saint-Laurent-du-Maroni

- Marque :
  - Forest-sur-Marque

- Matz :
  - Canny-sur-Matz
  - Marest-sur-Matz
  - Margny-sur-Matz
  - Ressons-sur-Matz
  - Roye-sur-Matz

- Mauldre :
  - Aulnay-sur-Mauldre
  - Le Tremblay-sur-Mauldre
  - Mareil-sur-Mauldre

- Maulne :
  - Braye-sur-Maulne
  - Marcilly-sur-Maulne

- Mauves :
  - Huisseau-sur-Mauves

- Maye :
  - Fontaine-sur-Maye

- Mayenne :
  - Château-Gontier-sur-Mayenne
  - Martigné-sur-Mayenne
  - Mayenne
  - Montreuil-sur-Maine
  - Saint-Jean-sur-Mayenne

- Mazan :
  - Mazan-l'Abbaye

- Mazaye :
  - Mazaye

- Méholle :
  - Villeroy-sur-Méholle

- Même :
  - Souvigné-sur-Même

- Ménoire :
  - Ménoire

- Menthon :
  - Saint-Cyr-sur-Menthon
  - Saint-Genis-sur-Menthon

- Méouge :
  - Barret-sur-Méouge
  - Val Buëch-Méouge
  - Vers-sur-Méouge

- Mérize :
  - Ardenay-sur-Mérize
  - Le Breil-sur-Mérize

- Meu :
  - Loscouët-sur-Meu
  - Montfort-sur-Meu

- Meurthe :
  - Art-sur-Meurthe
  - Ban-sur-Meurthe-Clefcy
  - Dombasle-sur-Meurthe
  - Mont-sur-Meurthe
  - Saint-Michel-sur-Meurthe
  - Saulcy-sur-Meurthe
  - Thiaville-sur-Meurthe

- Meuse :
  - Ambly-sur-Meuse
  - Bazoilles-sur-Meuse
  - Belleville-sur-Meuse
  - Bogny-sur-Meuse
  - Boncourt-sur-Meuse
  - Bourmont-entre-Meuse-et-Mouzon
  - Brabant-sur-Meuse
  - Brainville-sur-Meuse
  - Bras-sur-Meuse
  - Brieulles-sur-Meuse
  - Charny-sur-Meuse
  - Dammartin-sur-Meuse
  - Dieue-sur-Meuse
  - Doncourt-sur-Meuse
  - Dugny-sur-Meuse
  - Dun-sur-Meuse
  - Épiez-sur-Meuse[note 29]
  - Forges-sur-Meuse
  - Génicourt-sur-Meuse[note 30]
  - Ham-sur-Meuse
  - Han-sur-Meuse
  - Joigny-sur-Meuse
  - Lacroix-sur-Meuse
  - Laneuville-sur-Meuse[note 31]
  - Le Châtelet-sur-Meuse
  - Malaincourt-sur-Meuse[note 32]
  - Martincourt-sur-Meuse
  - Maxey-sur-Meuse
  - Montigny-sur-Meuse
  - Nouvion-sur-Meuse
  - Ourches-sur-Meuse
  - Pagny-sur-Meuse
  - Pont-sur-Meuse
  - Pouilly-sur-Meuse
  - Regnéville-sur-Meuse
  - Romain-sur-Meuse[note 33]
  - Rouvrois-sur-Meuse
  - Saint-Germain-sur-Meuse
  - Sassey-sur-Meuse
  - Sivry-sur-Meuse
  - Thierville-sur-Meuse
  - Tilly-sur-Meuse
  - Ugny-sur-Meuse
  - Val-de-Meuse
  - Villers-Semeuse
  - Villers-sur-Meuse
  - Vrigne-Meuse

- Michelbach :
  - Aspach-Michelbach

- Mignon :
  - Dœuil-sur-le-Mignon
  - La Grève-sur-Mignon
  - Mauzé-sur-le-Mignon
  - Val-du-Mignon

- Milleron :
  - Aillant-sur-Milleron

- Moder :
  - Niedermodern
  - Oberhoffen-sur-Moder
  - Obermodern-Zutzendorf
  - Schweighouse-sur-Moder
  - Val-de-Moder
  - Wingen-sur-Moder

- Mogne :
  - Longeville-sur-Mogne

- Moignans :
  - Saint-Trivier-sur-Moignans

- Moine :
  - Sèvremoine

- Moivre :
  - Dampierre-sur-Moivre
  - Moivre
  - Saint-Jean-sur-Moivre

- Montane :
  - Vitrac-sur-Montane

- Montcient :
  - Gaillon-sur-Montcient
  - Oinville-sur-Montcient

- Morel :
  - Les Avanchers-Valmorel

- Morge :
  - Chambaron sur Morge
  - Le Cheix-sur-Morge
  - Martres-sur-Morge
  - Varennes-sur-Morge

- Mortagne :
  - Mortagne
  - Saint-Maurice-sur-Mortagne

- Moselle :
  - Ars-sur-Moselle
  - Autreville-sur-Moselle
  - Ay-sur-Moselle
  - Berg-sur-Moselle
  - Champey-sur-Moselle
  - Châtel-sur-Moselle
  - Chaudeney-sur-Moselle
  - Corny-sur-Moselle
  - Flavigny-sur-Moselle
  - Fontenoy-sur-Moselle
  - Fresse-sur-Moselle
  - Neuviller-sur-Moselle
  - Novéant-sur-Moselle
  - Pagny-sur-Moselle
  - Rupt-sur-Moselle
  - Saint-Maurice-sur-Moselle
  - Velle-sur-Moselle

- Moselotte :
  - Saulxures-sur-Moselotte

- Moulon :
  - Saint-Georges-sur-Moulon

- Mouzon :
  - Bourmont-entre-Meuse-et-Mouzon
  - Circourt-sur-Mouzon
  - Rozières-sur-Mouzon
  - Soulaucourt-sur-Mouzon

- Mue :
  - Thue et Mue

- Murat :
  - Murat

- Murs :
  - Murs

- Mussy :
  - Mussy-sous-Dun

### N
- Nahon :
  - Menetou-sur-Nahon
  - Selles-sur-Nahon
  - Vicq-sur-Nahon

- Né :
  - Lagarde-sur-le-Né
  - Saint-Fort-sur-le-Né
  - Saint-Martial-sur-Né
  - Saint-Palais-du-Né

- Nère :
  - Aubigny-sur-Nère

- Nert :
  - Rivèrenert

- Neste :
  - Bazus-Neste
  - La Barthe-de-Neste
  - Mazères-de-Neste
  - Saint-Laurent-de-Neste

- Nie :
  - Loiré-sur-Nie

- Nied :
  - Bionville-sur-Nied
  - Courcelles-sur-Nied
  - Han-sur-Nied
  - Morville-sur-Nied
  - Sanry-sur-Nied
  - Silly-sur-Nied
  - Teting-sur-Nied
  - Villers-sur-Nied

- Nièvre :
  - Dompierre-sur-Nièvre
  - La Celle-sur-Nièvre

- Nivelle :
  - Saint-Pée-sur-Nivelle

- Nohain :
  - Entrains-sur-Nohain
  - Saint-Martin-sur-Nohain
  - Saint-Quentin-sur-Nohain

- Noireau :
  - Montilly-sur-Noireau

- Norges :
  - Norges-la-Ville

- Nouère :
  - Asnières-sur-Nouère
  - Saint-Amant-de-Nouère

- Noye :
  - Ailly-sur-Noye
  - Estrées-sur-Noye[note 34]
  - Flers-sur-Noye[note 35]
  - Guyencourt-sur-Noye

### O
- Ocre (affluent du Tholon) :
  - Le Val d'Ocre

- Ocre (affluent de la Loire) :
  - Saint-Martin-sur-Ocre

- Odet :
  - Bénodet

- Odon :
  - Baron-sur-Odon
  - Bretteville-sur-Odon
  - Épinay-sur-Odon
  - Grainville-sur-Odon
  - Parfouru-sur-Odon
  - Tourville-sur-Odon

- Ognon :
  - Chevigney-sur-l'Ognon
  - Cussey-sur-l'Ognon
  - Perrigny-sur-l'Ognon
  - Pont-sur-l'Ognon
  - Voray-sur-l'Ognon

- Oise :
  - Asnières-sur-Oise
  - Auvers-sur-Oise
  - Beaumont-sur-Oise
  - Bernes-sur-Oise
  - Boran-sur-Oise
  - Bruyères-sur-Oise
  - Butry-sur-Oise
  - Champagne-sur-Oise
  - Châtillon-sur-Oise
  - Méry-sur-Oise
  - Mézières-sur-Oise
  - Monceau-sur-Oise
  - Neuville-sur-Oise
  - Nogent-sur-Oise
  - Noisy-sur-Oise
  - Pontoise
  - Pontoise-lès-Noyon
  - Précy-sur-Oise

- Oison :
  - Le Thuit de l'Oison

- Oisy :
  - Billy-sur-Oisy
  - Oisy

- Orb :
  - Cessenon-sur-Orb
  - Colombières-sur-Orb
  - La Tour-sur-Orb
  - Le Bousquet-d'Orb
  - Le Poujol-sur-Orb
  - Lignan-sur-Orb

- Orbiel :
  - Conques-sur-Orbiel

- Orbieu :
  - Luc-sur-Orbieu

- Orbiquet :
  - Valorbiquet

- Orconte :
  - Orconte

- Oreuse :
  - La Chapelle-sur-Oreuse
  - Thorigny-sur-Oreuse

- Orge (affluent de la Saulx) :
  - Biencourt-sur-Orge

- Orge (affluent de la Seine) :
  - Brétigny-sur-Orge
  - Épinay-sur-Orge
  - Juvisy-sur-Orge
  - Leuville-sur-Orge
  - Longpont-sur-Orge
  - Morsang-sur-Orge
  - Saint-Michel-sur-Orge
  - Savigny-sur-Orge
  - Villemoisson-sur-Orge
  - Villiers-sur-Orge

- Ormèze :
  - Gilhoc-sur-Ormèze

- Ornain :
  - Nançois-sur-Ornain
  - Neuville-sur-Ornain
  - Rancourt-sur-Ornain
  - Revigny-sur-Ornain
  - Saint-Amand-sur-Ornain
  - Val-d'Ornain

- Orne (fleuve) :
  - Amayé-sur-Orne
  - Aunou-sur-Orne
  - Blainville-sur-Orne
  - Fleury-sur-Orne
  - Juvigny-sur-Orne
  - Ménil-Hubert-sur-Orne
  - Montillières-sur-Orne
  - Monts-sur-Orne
  - Moulins-sur-Orne
  - Saint-André-sur-Orne
  - Saint-Philbert-sur-Orne

- Orne (affluent de la Moselle) :
  - Foameix-Ornel
  - Maucourt-sur-Orne
  - Ornes
  - Vitry-sur-Orne

- Orne saosnoise :
  - Congé-sur-Orne

- Orthe :
  - Vimartin-sur-Orthe

- Orvanne :
  - Moret-Loing-et-Orvanne

- Orvin :
  - Bouy-sur-Orvin

- Osne :
  - Osne-le-Val

- Osse :
  - Larroque-sur-l'Osse
  - Monclar-sur-Losse

- Othain :
  - Bazeilles-sur-Othain
  - Rouvrois-sur-Othain
  - Rupt-sur-Othain
  - Saint-Laurent-sur-Othain

- Ouanne :
  - Moulins-sur-Ouanne
  - Ouanne

- Ouche :
  - Barbirey-sur-Ouche
  - Bligny-sur-Ouche
  - Fleurey-sur-Ouche
  - Gissey-sur-Ouche
  - La Bussière-sur-Ouche
  - Lusigny-sur-Ouche
  - Saint-Victor-sur-Ouche
  - Sainte-Marie-sur-Ouche
  - Thorey-sur-Ouche
  - Velars-sur-Ouche
  - Veuvey-sur-Ouche

- Oudon :
  - Beaulieu-sur-Oudon

- Ouette :
  - Soulgé-sur-Ouette

- Oule :
  - Cornillon-sur-l'Oule
  - Valdoule

- Ourbise :
  - Fargues-sur-Ourbise

- Ource :
  - Belan-sur-Ource
  - Brion-sur-Ource
  - Celles-sur-Ource
  - Grancey-sur-Ource
  - Loches-sur-Ource
  - Prusly-sur-Ource
  - Recey-sur-Ource
  - Verpillières-sur-Ource
  - Villotte-sur-Ource

- Ourcq :
  - Armentières-sur-Ourcq
  - Billy-sur-Ourcq[note 36]
  - Crouy-sur-Ourcq
  - La Croix-sur-Ourcq[note 37]
  - Lizy-sur-Ourcq
  - Mareuil-sur-Ourcq
  - Noroy-sur-Ourcq

- Ousson :
  - Ousson-sur-Loire

- Oussouet :
  - Germs-sur-l'Oussouet

- Oust :
  - Bains-sur-Oust
  - Saint-Laurent-sur-Oust
  - Saint-Martin-sur-Oust
  - Saint-Vincent-sur-Oust
  - Val d'Oust

- Ouvèze :
  - La Penne-sur-l'Ouvèze
  - Mollans-sur-Ouvèze
  - Montauban-sur-l'Ouvèze
  - Saint-Auban-sur-l'Ouvèze
  - Sainte-Euphémie-sur-Ouvèze

- Ozenx :
  - Ozenx-Montestrucq

- Ozerain :
  - Flavigny-sur-Ozerain

- Ozon :
  - Saint-Symphorien-d'Ozon

### P
- Palais :
  - Saint-Pierre-du-Palais

- Palu :
  - Saint-Martin-la-Pallu

- Pamproux :
  - Pamproux

- Panissières :
  - Panissières

- Payroux :
  - Payroux

- Petit Fougerais :
  - Rives-du-Fougerais

- Petit Morin :
  - Dhuys et Morin-en-Brie
  - Orly-sur-Morin
  - Saint-Cyr-sur-Morin
  - Saint-Ouen-sur-Morin

- Petite Sauldre :
  - Ménétréol-sur-Sauldre

- Pienne :
  - Piennes

- Pin :
  - Le Pin

- Plaine :
  - Celles-sur-Plaine
  - Raon-sur-Plaine

- Poisson :
  - Poisson

- Portet :
  - Portet-de-Luchon

- Potelle :
  - Potelle

- Pouilly :
  - Pouilly-lès-Feurs

- Poulain :
  - Poulaines

- Pralong :
  - Pralong

- Prée :
  - Saint-Georges-sur-la-Prée

- Prosne :
  - Prosnes

- Puiseaux :
  - Saint-Hilaire-sur-Puiseaux

- Puits :
  - Sompuis

- Py :
  - Saint-Souplet-sur-Py
  - Sainte-Marie-à-Py
  - Sommepy-Tahure

### Q
- Quenoche :
  - Quenoche

### R
- Rance (fleuve) :
  - La Vicomté-sur-Rance
  - Langrolay-sur-Rance
  - Le Minihic-sur-Rance
  - Pleudihen-sur-Rance
  - Plouër-sur-Rance
  - Saint-Samson-sur-Rance

- Rance (affluent du Tarn) :
  - Balaguier-sur-Rance
  - Belmont-sur-Rance
  - Saint-Sernin-sur-Rance

- Rantin :
  - Romorantin-Lanthenay

- Ravillon :
  - Valravillon

- Ravin de la Bruisse :
  - Izon-la-Bruisse

- Réallon :
  - Réallon

- Rébenty :
  - Belfort-sur-Rebenty

- Renaison :
  - Renaison

- Renne :
  - Autreville-sur-la-Renne
  - Rennepont

- Renon :
  - Saint-Georges-sur-Renon
  - Saint-Germain-sur-Renon

- Reppe :
  - Reppe

- Rèsie :
  - La Grande-Résie

- Retourne :
  - Le Châtelet-sur-Retourne
  - Ville-sur-Retourne

- Reyssouze :
  - Chavannes-sur-Reyssouze
  - Reyssouze
  - Saint-Étienne-sur-Reyssouze
  - Saint-Jean-sur-Reyssouze
  - Saint-Julien-sur-Reyssouze

- Rhin :
  - Rhinau

- Rhins :
  - Saint-Victor-sur-Rhins
  - Saint-Vincent-de-Reins

- Rhône :
  - Arras-sur-Rhône
  - Charmes-sur-Rhône
  - Chasse-sur-Rhône
  - Châteauneuf-du-Rhône
  - Étoile-sur-Rhône
  - Grigny-sur-Rhône
  - La Voulte-sur-Rhône
  - Lamotte-du-Rhône
  - Loire-sur-Rhône
  - Port-Saint-Louis-du-Rhône
  - Saint-Alban-du-Rhône
  - Saint-Clair-du-Rhône
  - Saint-Cyr-sur-le-Rhône
  - Saint-Germain-sur-Rhône
  - Saint-Michel-sur-Rhône
  - Saulce-sur-Rhône
  - Sérézin-du-Rhône
  - Serves-sur-Rhône
  - Tournon-sur-Rhône
  - Valserhône

- Rimandoule :
  - Félines-sur-Rimandoule

- Rimarde :
  - Nancray-sur-Rimarde

- Rimbach :
  - Rimbach-près-Guebwiller
  - Rimbachzell

- Rimeize :
  - Rimeize

- Risle :
  - Condé-sur-Risle
  - Corneville-sur-Risle
  - Freneuse-sur-Risle
  - Glos-sur-Risle
  - Grosley-sur-Risle
  - La Ferrière-sur-Risle
  - Manneville-sur-Risle
  - Montfort-sur-Risle
  - Nassandres sur Risle
  - Saint-Hilaire-sur-Risle
  - Saint-Philbert-sur-Risle
  - Saint-Sulpice-sur-Risle

- Rivalier :
  - Bersac-sur-Rivalier

- Rochefort :
  - Rochefort-Montagne

- Rognon :
  - Bourdons-sur-Rognon
  - Lanques-sur-Rognon
  - Montot-sur-Rognon

- Roide :
  - Autechaux-Roide
  - Pont-de-Roide-Vermondans

- Rolande :
  - Beaune-la-Rolande

- Romaine :
  - La Romaine

- Rondelle :
  - Ladignac-sur-Rondelles

- Rongeant :
  - Noncourt-sur-le-Rongeant

- Ronsenac :
  - Ronsenac

- Rosay :
  - Saint-Georges-du-Rosay

- Roseix :
  - Vars-sur-Roseix

- Roselle :
  - Saint-Genest-sur-Roselle

- Rosière :
  - Saint-Cyr-la-Rosière

- Rothbach :
  - Rothbach

- Roubion :
  - Bonlieu-sur-Roubion
  - Francillon-sur-Roubion
  - Saint-Gervais-sur-Roubion

- Roudon :
  - Saligny-sur-Roudon

- Roudoule :
  - La Croix-sur-Roudoule

- Rouvre :
  - Athis-Val de Rouvre

- Roya :
  - Breil-sur-Roya

- Rozeille :
  - Moutier-Rozeille

- Ru du Canal :
  - Le Val d'Hazey

- Ru du Jard :
  - Montereau-sur-le-Jard

- Ruederbach :
  - Ruederbach

- Ruisseau d'Arcomie :
  - Val d'Arcomie

- Ruisseau d'Auchy :
  - Villers-sur-Auchy

- Ruisseau d'Aurance :
  - Saint-Michel-d'Aurance

- Ruisseau de Bradon :
  - Milly-sur-Bradon

- Ruisseau de Fa :
  - Val-du-Faby

- Ruisseau de l'Étang d'Albe :
  - Chazelles-sur-Albe

- Ruisseau de Larrey :
  - Le Val-Larrey

- Ruisseau de Lestapel :
  - Saint-Maurice-de-Lestapel

- Ruisseau de Mureau :
  - Pargny-sous-Mureau

- Ruisseau de Sart :
  - Preux-au-Sart

- Ruisseau des Chaumes :
  - Saint-Loup-des-Chaumes

- Ruisseau du Bec :
  - Le Bec-Hellouin
  - Malleville-sur-le-Bec[note 38]

- Rupt de Mad :
  - Bayonville-sur-Mad
  - Bouconville-sur-Madt
  - Rembercourt-sur-Mad
  - Villecey-sur-Mad

### S
- Saâne :
  - Auzouville-sur-Saâne
  - Saâne-Saint-Just
  - Val-de-Saâne

- Saire :
  - Anneville-en-Saire

- Salat :
  - La Bastide-du-Salat
  - Mazères-sur-Salat
  - Salies-du-Salat

- Salembre :
  - Saint-Germain-du-Salembre

- Sallanche :
  - Sallanches

- Salon :
  - Dampierre-sur-Salon

- Sambre :
  - Beaurepaire-sur-Sambre
  - Bergues-sur-Sambre
  - Boussières-sur-Sambre
  - Catillon-sur-Sambre
  - Noyelles-sur-Sambre
  - Pont-sur-Sambre

- Sanne :
  - Salaise-sur-Sanne

- Sânon :
  - Raville-sur-Sânon

- Saône :
  - Albigny-sur-Saône
  - Allerey-sur-Saône
  - Asnières-sur-Saône
  - Auvillars-sur-Saône
  - Bragny-sur-Saône
  - Chalon-sur-Saône
  - Charrey-sur-Saône[note 39]
  - Châtillon-sur-Saône
  - Cormoranche-sur-Saône
  - Crêches-sur-Saône
  - Fleurieu-sur-Saône
  - Fontaines-sur-Saône
  - Gigny-sur-Saône
  - Heuilley-sur-Saône
  - Lamarche-sur-Saône
  - Laperrière-sur-Saône
  - Maxilly-sur-Saône
  - Mercey-sur-Saône
  - Messimy-sur-Saône
  - Monthureux-sur-Saône
  - Montmerle-sur-Saône
  - Neuville-sur-Saône
  - Ouroux-sur-Saône
  - Peyzieux-sur-Saône
  - Pontailler-sur-Saône
  - Port-sur-Saône
  - Pouilly-sur-Saône
  - Ray-sur-Saône
  - Rochetaillée-sur-Saône
  - Rupt-sur-Saône
  - Saint-Laurent-sur-Saône
  - Saint-Symphorien-sur-Saône
  - Scey-sur-Saône-et-Saint-Albin
  - Villefranche-sur-Saône

- Sarce :
  - Jully-sur-Sarce

- Sardolle :
  - Beaumont-Sardolles

- Sarre :
  - Sarre-Union
  - Sarrebourg
  - Sarreguemines
  - Sarreinsming
  - Sarrewerden

- Sarsonne :
  - Couffy-sur-Sarsonne

- Sarthe :
  - Beaumont-sur-Sarthe
  - Champeaux-sur-Sarthe
  - Condé-sur-Sarthe
  - Coulonges-sur-Sarthe
  - Fercé-sur-Sarthe
  - Fresnay-sur-Sarthe
  - Juigné-sur-Sarthe
  - La Suze-sur-Sarthe
  - Le Mêle-sur-Sarthe
  - Malicorne-sur-Sarthe
  - Moitron-sur-Sarthe
  - Morannes sur Sarthe-Daumeray
  - Neuville-sur-Sarthe
  - Noyen-sur-Sarthe
  - Parcé-sur-Sarthe
  - Roëzé-sur-Sarthe
  - Sablé-sur-Sarthe
  - Saint-Agnan-sur-Sarthe
  - Saint-Julien-sur-Sarthe
  - Saint-Léger-sur-Sarthe
  - Sainte-Jamme-sur-Sarthe
  - Sainte-Scolasse-sur-Sarthe
  - Souvigné-sur-Sarthe

- Sarthon :
  - Saint-Denis-sur-Sarthon

- Saulchoy :
  - Saulchoy

- Sauldre :
  - Argent-sur-Sauldre
  - Brinon-sur-Sauldre
  - Pierrefitte-sur-Sauldre
  - Vailly-sur-Sauldre

- Saulx :
  - Bazincourt-sur-Saulx
  - Beurey-sur-Saulx
  - Bignicourt-sur-Saulx
  - Dammarie-sur-Saulx
  - Le Bouchon-sur-Saulx
  - Ménil-sur-Saulx
  - Montiers-sur-Saulx
  - Pargny-sur-Saulx
  - Paroy-sur-Saulx
  - Trémont-sur-Saulx
  - Ville-sur-Saulx

- Sauvage :
  - Val-d'Auge

- Sauves :
  - Saint-Jean-de-Sauves

- Savasse :
  - Saint-Michel-sur-Savasse

- Save :
  - Montaigut-sur-Save
  - Montgaillard-sur-Save
  - Saint-Paul-sur-Save

- Scie :
  - Anneville-sur-Scie
  - Crosville-sur-Scie
  - Gonneville-sur-Scie
  - Heugleville-sur-Scie
  - Longueville-sur-Scie
  - Saint-Aubin-sur-Scie
  - Saint-Denis-sur-Scie
  - Val-de-Scie

- Scorff :
  - Guémené-sur-Scorff
  - Pont-Scorff

- Sée :
  - Tirepied-sur-Sée

- Seebach :
  - Seebach

- Ségur :
  - Landerrouet-sur-Ségur

- Seiche :
  - Availles-sur-Seiche
  - Gennes-sur-Seiche
  - Noyal-Châtillon-sur-Seiche
  - Vern-sur-Seiche
  - Visseiche

- Seignal :
  - Saint-Philippe-du-Seignal

- Seigy :
  - Seigy

- Seille (affluent de la Moselle) :
  - Aboncourt-sur-Seille
  - Aulnois-sur-Seille
  - Bey-sur-Seille
  - Brin-sur-Seille
  - Coin-sur-Seille
  - Haraucourt-sur-Seille
  - Mailly-sur-Seille
  - Malaucourt-sur-Seille
  - Moncel-sur-Seille
  - Morville-sur-Seille
  - Port-sur-Seille
  - Vic-sur-Seille

- Seille (affluent de la Saône) :
  - Blois-sur-Seille
  - Huilly-sur-Seille
  - Ladoye-sur-Seille
  - Nevy-sur-Seille
  - Ruffey-sur-Seille
  - Savigny-sur-Seille
  - Sens-sur-Seille

- Seine :
  - Ablon-sur-Seine
  - Aisey-sur-Seine
  - Arelaune-en-Seine
  - Asnières-sur-Seine
  - Barneville-sur-Seine
  - Bar-sur-Seine
  - Bellenod-sur-Seine
  - Berville-sur-Seine
  - Bonnières-sur-Seine
  - Bray-sur-Seine
  - Carrières-sur-Seine
  - Champagne-sur-Seine
  - Charrey-sur-Seine
  - Châtenay-sur-Seine
  - Châtillon-sur-Seine
  - Conflans-sur-Seine
  - Courcelles-sur-Seine
  - Criquebeuf-sur-Seine
  - Croissy-sur-Seine
  - Épinay-sur-Seine
  - Flins-sur-Seine
  - Grisy-sur-Seine
  - Gyé-sur-Seine
  - Hautot-sur-Seine
  - Herblay-sur-Seine
  - Ivry-sur-Seine
  - La Frette-sur-Seine
  - Le Mée-sur-Seine
  - Livry-sur-Seine
  - Marcilly-sur-Seine
  - Marnay-sur-Seine
  - Marolles-sur-Seine
  - Melz-sur-Seine
  - Méry-sur-Seine
  - Mézières-sur-Seine
  - Mézy-sur-Seine
  - Morsang-sur-Seine
  - Mousseaux-sur-Seine
  - Mouy-sur-Seine
  - Mussy-sur-Seine
  - Neuilly-sur-Seine
  - Neuville-sur-Seine
  - Nod-sur-Seine
  - Nogent-sur-Seine
  - Noiron-sur-Seine
  - Noyen-sur-Seine
  - Oissel-sur-Seine
  - Passy-sur-Seine[note 40]
  - Pont-sur-Seine
  - Porte-de-Seine
  - Port-Jérôme-sur-Seine
  - Quemigny-sur-Seine
  - Quillebeuf-sur-Seine
  - Rives-en-Seine
  - Romilly-sur-Seine
  - Rosny-sur-Seine
  - Saint-Benoît-sur-Seine[note 41]
  - Saint-Marc-sur-Seine
  - Saint-Ouen-sur-Seine
  - Sainte-Colombe-sur-Seine
  - Saintry-sur-Seine
  - Samois-sur-Seine
  - Seine-Port
  - Soisy-sur-Seine
  - Source-Seine
  - Triel-sur-Seine
  - Varennes-sur-Seine
  - Vaux-sur-Seine
  - Verneuil-sur-Seine
  - Vernou-la-Celle-sur-Seine
  - Vigneux-sur-Seine
  - Villennes-sur-Seine
  - Villiers-sur-Seine
  - Vitry-sur-Seine
  - Vulaines-sur-Seine
  - Yville-sur-Seine

- Selle (affluent de l'Escaut) :
  - Noyelles-sur-Selle

- Selle (affluent de la Somme) :
  - Bacouel-sur-Selle
  - Croissy-sur-Celle
  - Ô-de-Selle
  - Vers-sur-Selle

- Semène :
  - La Séauve-sur-Semène

- Semouse :
  - Saint-Loup-sur-Semouse

- Senelle :
  - Montsenelle

- Senouire :
  - Saint-Pal-de-Senouire

- Séran :
  - Valromey-sur-Séran

- Serein :
  - Annay-sur-Serein
  - Chemilly-sur-Serein
  - L'Isle-sur-Serein
  - Poilly-sur-Serein

- Serre (affluent de l'Oise) :
  - Assis-sur-Serre
  - Barenton-sur-Serre[note 42]
  - Bosmont-sur-Serre
  - Crécy-sur-Serre
  - Pouilly-sur-Serre
  - Rouvroy-sur-Serre
  - Rozoy-sur-Serre
  - Verneuil-sur-Serre[note 43]

- Serre (affluent du Vern) :
  - Saint-Paul-de-Serre

- Seudre :
  - Mornac-sur-Seudre
  - Nieulle-sur-Seudre
  - Saint-Germain-du-Seudre

- Seugne :
  - Fléac-sur-Seugne

- Seulles :
  - Amayé-sur-Seulles
  - Aurseulles
  - Colombiers-sur-Seulles
  - Condé-sur-Seulles
  - Courseulles-sur-Mer
  - Creully sur Seulles
  - Esquay-sur-Seulles
  - Juvigny-sur-Seulles
  - Ponts sur Seulles
  - Saint-Louet-sur-Seulles
  - Saint-Vaast-sur-Seulles
  - Tilly-sur-Seulles
  - Vaux-sur-Seulles

- Seulline :
  - Seulline

- Sèves :
  - Saint-Germain-sur-Sèves

- Sèvre Nantaise :
  - La Forêt-sur-Sèvre
  - Maisdon-sur-Sèvre
  - Moncoutant-sur-Sèvre
  - Mortagne-sur-Sèvre
  - Saint-Amand-sur-Sèvre
  - Saint-André-sur-Sèvre
  - Saint-Laurent-sur-Sèvre
  - Sèvremoine
  - Sèvremont

- Siagne :
  - Auribeau-sur-Siagne
  - La Roquette-sur-Siagne
  - Saint-Cézaire-sur-Siagne

- Sichon :
  - Ferrières-sur-Sichon

- Sienne :
  - Gavray-sur-Sienne
  - Heugueville-sur-Sienne
  - Noues de Sienne
  - Orval sur Sienne
  - Quettreville-sur-Sienne
  - Tourville-sur-Sienne

- Sioule :
  - Ayat-sur-Sioule
  - Saint-Gal-sur-Sioule
  - Saint-Pourçain-sur-Sioule
  - Saint-Quintin-sur-Sioule

- Soie :
  - Chantemerle-sur-la-Soie

- Sois :
  - Somsois

- Solin :
  - Le Moulinet-sur-Solin

- Solre :
  - Solre-le-Château

- Sombre :
  - Lafage-sur-Sombre

- Sommaire :
  - Saint-Antonin-de-Sommaire
  - Saint-Nicolas-de-Sommaire

- Somme (fleuve) :
  - Ailly-sur-Somme
  - Belloy-sur-Somme
  - Béthencourt-sur-Somme
  - Bray-sur-Somme
  - Cléry-sur-Somme
  - Eaucourt-sur-Somme
  - Fonsomme
  - Fontaine-sur-Somme
  - Hangest-sur-Somme
  - Saint-Valery-sur-Somme
  - Vaux-sur-Somme

- Somme (affluent de la Loire) :
  - Cressy-sur-Somme

- Somme-Soude :
  - Sommesous

- Sommette :
  - Sommette-Eaucourt

- Sonnette (affluent du Son-Sonnette) :
  - Beaulieu-sur-Sonnette

- Sonnette (affluent de la Vallière) :
  - Val-Sonnette

- Sor :
  - Cambounet-sur-le-Sor
  - Sorèze

- Sorgue :
  - Entraigues-sur-la-Sorgue
  - L'Isle-sur-la-Sorgue
  - Sorgues[note 44]

- Sorgues :
  - Saint-Félix-de-Sorgues

- Sormonne :
  - Le Châtelet-sur-Sormonne
  - Sormonne

- Sorne :
  - Messia-sur-Sorne

- Soudaine :
  - Soudaine-Lavinadière

- Soude :
  - Soudé

- Souffel :
  - Griesheim-sur-Souffel
  - Souffelweyersheim

- Soulège :
  - Saint-Avit-de-Soulège

- Soultzbach (affluent de la Largue) :
  - Le Haut Soultzbach

- Soultzbach (affluent du Moder) :
  - Niedersoultzbach
  - Obersoultzbach

- Soulzon :
  - Roquefort-sur-Soulzon

- Souye :
  - Higuères-Souye

- Steinbach :
  - Niedersteinbach
  - Obersteinbach

- Suippe :
  - Boult-sur-Suippe
  - Condé-sur-Suippe
  - Isles-sur-Suippe
  - Jonchery-sur-Suippe
  - Saint-Étienne-sur-Suippe
  - Somme-Suippe
  - Suippes

- Suize :
  - Neuilly-sur-Suize
  - Villiers-sur-Suize

- Sur Jour :
  - Toury-sur-Jour

- Suran :
  - Nivigne et Suran
  - Simandre-sur-Suran
  - Val Suran

- Suzon :
  - Val-Suzon

- Sye :
  - Aouste-sur-Sye

### T
- Taillon :
  - Saint-Ciers-du-Taillon

- Tardes :
  - Saint-Avit-de-Tardes
  - Tardes

- Tardoire :
  - Maisonnais-sur-Tardoire
  - Moulins-sur-Tardoire

- Tarentaine :
  - Champs-sur-Tarentaine-Marchal

- Tarn :
  - Buzet-sur-Tarn
  - Gorges du Tarn Causses
  - La Magdelaine-sur-Tarn
  - Laval-du-Tarn
  - Layrac-sur-Tarn
  - Lisle-sur-Tarn
  - Marssac-sur-Tarn
  - Mirepoix-sur-Tarn
  - Rivière-sur-Tarn
  - Saint-Rome-de-Tarn
  - Viala-du-Tarn
  - Villemur-sur-Tarn

- Tâtre :
  - Le Tâtre

- Taurion :
  - Saint-Priest-Taurion

- Tech :
  - Arles-sur-Tech
  - Le Tech

- Têche :
  - Varennes-sur-Tèche

- Ternoise :
  - Blangy-sur-Ternoise
  - Saint-Michel-sur-Ternoise
  - Saint-Pol-sur-Ternoise
  - Wavrans-sur-Ternoise

- Terrette :
  - Thèreval

- Tescou :
  - Beauvais-sur-Tescou
  - Verlhac-Tescou

- Têt :
  - Ille-sur-Têt

- Thabas :
  - Foucaucourt-sur-Thabas

- Tharonne :
  - Chaumont-sur-Tharonne

- Thérain :
  - Bailleul-sur-Thérain
  - Balagny-sur-Thérain
  - Canny-sur-Thérain
  - Héricourt-sur-Thérain
  - Milly-sur-Thérain
  - Montreuil-sur-Thérain

- Thérouanne :
  - Congis-sur-Thérouanne

- Thève :
  - Thiers-sur-Thève

- Thilouze :
  - Thilouze

- Thin :
  - Thin-le-Moutier

- Thines :
  - Malarce-sur-la-Thines

- Tholon :
  - Montholon
  - Paroy-sur-Tholon
  - Poilly-sur-Tholon[note 45]

- Thonac :
  - Thonac

- Thonne :
  - Thonne-la-Long
  - Thonne-le-Thil[note 46]
  - Thonne-les-Près
  - Thonnelle

- Thouet :
  - Artannes-sur-Thouet
  - Azay-sur-Thouet
  - Brion-près-Thouet[note 47]
  - Châtillon-sur-Thouet

- Thue :
  - Thue et Mue

- Thur :
  - Willer-sur-Thur

- Tille :
  - Arc-sur-Tille
  - Bressey-sur-Tille[note 48]
  - Cessey-sur-Tille
  - Crécey-sur-Tille
  - Is-sur-Tille
  - Magny-sur-Tille[note 49]
  - Marcilly-sur-Tille[note 50]
  - Marey-sur-Tille
  - Remilly-sur-Tille
  - Villey-sur-Tille

- Tinée :
  - Saint-Étienne-de-Tinée
  - Saint-Sauveur-sur-Tinée

- Touch :
  - Plaisance-du-Touch

- Toulon :
  - Toulon-sur-Allier

- Touques :
  - Bonneville-sur-Touques
  - Neuville-sur-Touques
  - Touques

- Tourbe :
  - Laval-sur-Tourbe
  - Saint-Jean-sur-Tourbe
  - Somme-Tourbe
  - Ville-sur-Tourbe

- Touvre :
  - Gond-Pontouvre
  - Magnac-sur-Touvre
  - Ruelle-sur-Touvre
  - Touvre

- Traubach :
  - Traubach-le-Bas
  - Traubach-le-Haut

- Trec de la Greffière :
  - Birac-sur-Trec

- Trèfle :
  - Réaux sur Trèfle

- Treteau :
  - Treteau

- Trey :
  - Vilcey-sur-Trey

- Trézée :
  - Ouzouer-sur-Trézée

- Trieux :
  - Plouëc-du-Trieux
  - Pontrieux

- Trincou :
  - Condat-sur-Trincou

- Truyère :
  - Entraygues-sur-Truyère
  - Neuvéglise-sur-Truyère

- Tude :
  - Boisné-La Tude

- Turdine :
  - Vindry-sur-Turdine

### U
- Ubaye :
  - Le Lauzet-Ubaye
  - Saint-Paul-sur-Ubaye
  - Ubaye-Serre-Ponçon

- Urbise :
  - Urbise

- Uzan :
  - Uzan

### V
- Vadelaincourt :
  - Vadelaincourt

- Vaige :
  - Vaiges

- Vair :
  - Belmont-sur-Vair
  - Dombrot-sur-Vair
  - Mandres-sur-Vair
  - Moncel-sur-Vair

- Vaise :
  - Maxey-sur-Vaise

- Valaire :
  - Valaire

- Valjouze :
  - Valjouze

- Vallée :
  - Saint-Laurent-la-Vallée

- Valliguière :
  - Valliguières

- Valmont :
  - Valmont

- Valouse :
  - Marigna-sur-Valouse[note 51]
  - Saint-Hymetière-sur-Valouse

- Valserine :
  - Valserhône

- Valzin :
  - Valzin en Petite Montagne

- Vandenesse :
  - Vandenesse-en-Auxois

- Vanne :
  - Foissy-sur-Vanne
  - Fontvannes
  - Les Vallées de la Vanne
  - Neuville-sur-Vanne
  - Pont-sur-Vanne
  - Saint-Benoist-sur-Vanne

- Var :
  - La Roquette-sur-Var
  - Saint-Laurent-du-Var
  - Saint-Martin-du-Var
  - Touët-sur-Var
  - Villars-sur-Var

- Varèze :
  - Auberives-sur-Varèze
  - Clonas-sur-Varèze

- Vaure :
  - Connantray-Vaurefroy

- Vauvre :
  - Crozon-sur-Vauvre

- Vayres :
  - Oradour-sur-Vayres
  - Vayres

- Veauce :
  - Veauce

- Vèbre :
  - Murat-sur-Vèbre

- Vègre :
  - Asnières-sur-Vègre
  - Fontenay-sur-Vègre
  - Poillé-sur-Vègre

- Vence :
  - Champigneul-sur-Vence[note 52]
  - Guignicourt-sur-Vence
  - Launois-sur-Vence
  - Montigny-sur-Vence
  - Saint-Pierre-sur-Vence

- Vendée :
  - Auchay-sur-Vendée
  - Les Velluire-sur-Vendée

- Vendinelle :
  - Auriac-sur-Vendinelle

- Verdon :
  - Artignosc-sur-Verdon
  - Baudinard-sur-Verdon
  - Esparron-de-Verdon
  - La Palud-sur-Verdon
  - Les Salles-sur-Verdon
  - Saint-Laurent-du-Verdon
  - Sainte-Croix-du-Verdon
  - Vinon-sur-Verdon

- Vère :
  - Cahuzac-sur-Vère
  - Villeneuve-sur-Vère

- Vern :
  - Manzac-sur-Vern

- Vernais :
  - Vernais

- Vernazobres :
  - Prades-sur-Vernazobre

- Vernisson :
  - Mormant-sur-Vernisson
  - Nogent-sur-Vernisson

- Verrerie :
  - Saires-la-Verrerie

- Verrie :
  - Verrie

- Vers :
  - Les Pechs du Vers
  - Saint Géry-Vers

- Vesgre :
  - Berchères-sur-Vesgre
  - Condé-sur-Vesgre

- Vesle :
  - Beaumont-sur-Vesle
  - Breuil-sur-Vesle
  - Châlons-sur-Vesle
  - Courcelles-sur-Vesle
  - Jonchery-sur-Vesle
  - Montigny-sur-Vesle
  - Somme-Vesle
  - Val-de-Vesle

- Vésubie :
  - La Bollène-Vésubie
  - Saint-Martin-Vésubie

- Vêtre :
  - Saint-Jean-la-Vêtre
  - Saint-Priest-la-Vêtre
  - Vêtre-sur-Anzon

- Veude :
  - Champigny-sur-Veude

- Veules :
  - Veules-les-Roses

- Veyle :
  - Dompierre-sur-Veyle
  - Pont-de-Veyle
  - Saint-Jean-sur-Veyle
  - Saint-Julien-sur-Veyle

- Veyre :
  - Les Martres-de-Veyre
  - Veyre-Monton

- Vézère :
  - Condat-sur-Vézère
  - Orgnac-sur-Vézère
  - Pérols-sur-Vézère
  - Saint-Léon-sur-Vézère

- Vezouze :
  - Cirey-sur-Vezouze
  - Domèvre-sur-Vezouze

- Viaur :
  - Saint-Just-sur-Viaur
  - Sainte-Juliette-sur-Viaur

- Vicdessos :
  - Val-de-Sos

- Vicoin :
  - Nuillé-sur-Vicoin

- Vie (fleuve) :
  - L'Aiguillon-sur-Vie[note 53]
  - Le Poiré-sur-Vie
  - Saint-Gilles-Croix-de-Vie
  - Saint-Maixent-sur-Vie

- Vie (affluent de la Dives) :
  - Val-de-Vie

- Vienne :
  - Aixe-sur-Vienne
  - Ansac-sur-Vienne
  - Cenon-sur-Vienne
  - Chaillac-sur-Vienne
  - Condat-sur-Vienne
  - Exideuil-sur-Vienne
  - Le Palais-sur-Vienne
  - Marcilly-sur-Vienne
  - Parçay-sur-Vienne
  - Ports-sur-Vienne
  - Rilly-sur-Vienne[note 54]
  - Saillat-sur-Vienne
  - Saint-Brice-sur-Vienne
  - Saint-Germain-sur-Vienne
  - Valdivienne
  - Vaux-sur-Vienne
  - Verneuil-sur-Vienne
  - Vouneuil-sur-Vienne

- Vière :
  - Val-de-Vière

- Vieux Jonc :
  - Saint-André-sur-Vieux-Jonc

- Vige :
  - Sauviat-sur-Vige

- Vilaine :
  - Noyal-sur-Vilaine
  - Saint-Jean-sur-Vilaine
  - Sainte-Anne-sur-Vilaine
  - Servon-sur-Vilaine

- Villabon :
  - Villabon

- Villiers :
  - Villiers-en-Morvan

- Vingeanne :
  - Beaumont-sur-Vingeanne
  - Blagny-sur-Vingeanne
  - Champagne-sur-Vingeanne
  - Licey-sur-Vingeanne
  - Montigny-Mornay-Villeneuve-sur-Vingeanne
  - Pouilly-sur-Vingeanne
  - Saint-Maurice-sur-Vingeanne
  - Saint-Seine-sur-Vingeanne

- Viosne :
  - Courcelles-sur-Viosne

- Vire :
  - Condé-sur-Vire
  - Saint-Louet-sur-Vire[note 55]
  - Sainte-Suzanne-sur-Vire
  - Vire Normandie

- Virvée :
  - Saint-Romain-la-Virvée
  - Val de Virvée

- Vis :
  - Vissec

- Voire :
  - Chalette-sur-Voire
  - Courcelles-sur-Voire
  - Sommevoire

- Vologne :
  - Laval-sur-Vologne
  - Lépanges-sur-Vologne

- Vonne :
  - Curzay-sur-Vonne
  - Vivonne

- Voroize :
  - Veurey-Voroize

- Voueize :
  - Chambon-sur-Voueize

- Voulzie :
  - Les Ormes-sur-Voulzie

- Vouzance :
  - Saint-Léger-sur-Vouzance

- Vraine :
  - Dommartin-sur-Vraine
  - Gironcourt-sur-Vraine

- Vrigne :
  - Vrigne aux Bois
  - Vrigne-Meuse

- Vrin :
  - Précy-sur-Vrin

### W
- Wahlbach :
  - Wahlbach

- Willerbach :
  - Willer

- Wimereux :
  - Wimereux

- Wiseppe :
  - Wiseppe

- Wuenheim :
  - Wuenheim

### Y
- Yères :
  - Cuverville-sur-Yères
  - Villy-sur-Yères

- Yerre :
  - Vald'Yerre

- Yerres :
  - Évry-Grégy-sur-Yerre
  - Yerres

- Yèvre (affluent de l'Auve) :
  - Somme-Yèvre

- Yèvre (affluent du Cher) :
  - Mehun-sur-Yèvre
  - Moulins-sur-Yèvre

- Yon :
  - Dompierre-sur-Yon
  - La Roche-sur-Yon
  - Rives de l'Yon

- Yonne :
  - Champs-sur-Yonne
  - Chemilly-sur-Yonne
  - Coulanges-sur-Yonne
  - Courlon-sur-Yonne
  - Courtois-sur-Yonne
  - Lichères-sur-Yonne
  - Lucy-sur-Yonne
  - Marigny-sur-Yonne
  - Merry-sur-Yonne
  - Misy-sur-Yonne
  - Montereau-Fault-Yonne
  - Mouron-sur-Yonne
  - Pont-sur-Yonne
  - Saint-Aubin-sur-Yonne
  - Trucy-sur-Yonne
  - Villeneuve-sur-Yonne
  - Villiers-sur-Yonne

- Yron :
  - Ville-sur-Yron

- Yvel :
  - Néant-sur-Yvel

- Yvette :
  - Bures-sur-Yvette
  - Gif-sur-Yvette
  - Villebon-sur-Yvette

- Yzeron :
  - Yzeron

### Z
- Zinsel du Sud :
  - Dossenheim-sur-Zinsel

- Zorn :
  - Waltenheim-sur-Zorn